# Pierre-Edme Babel

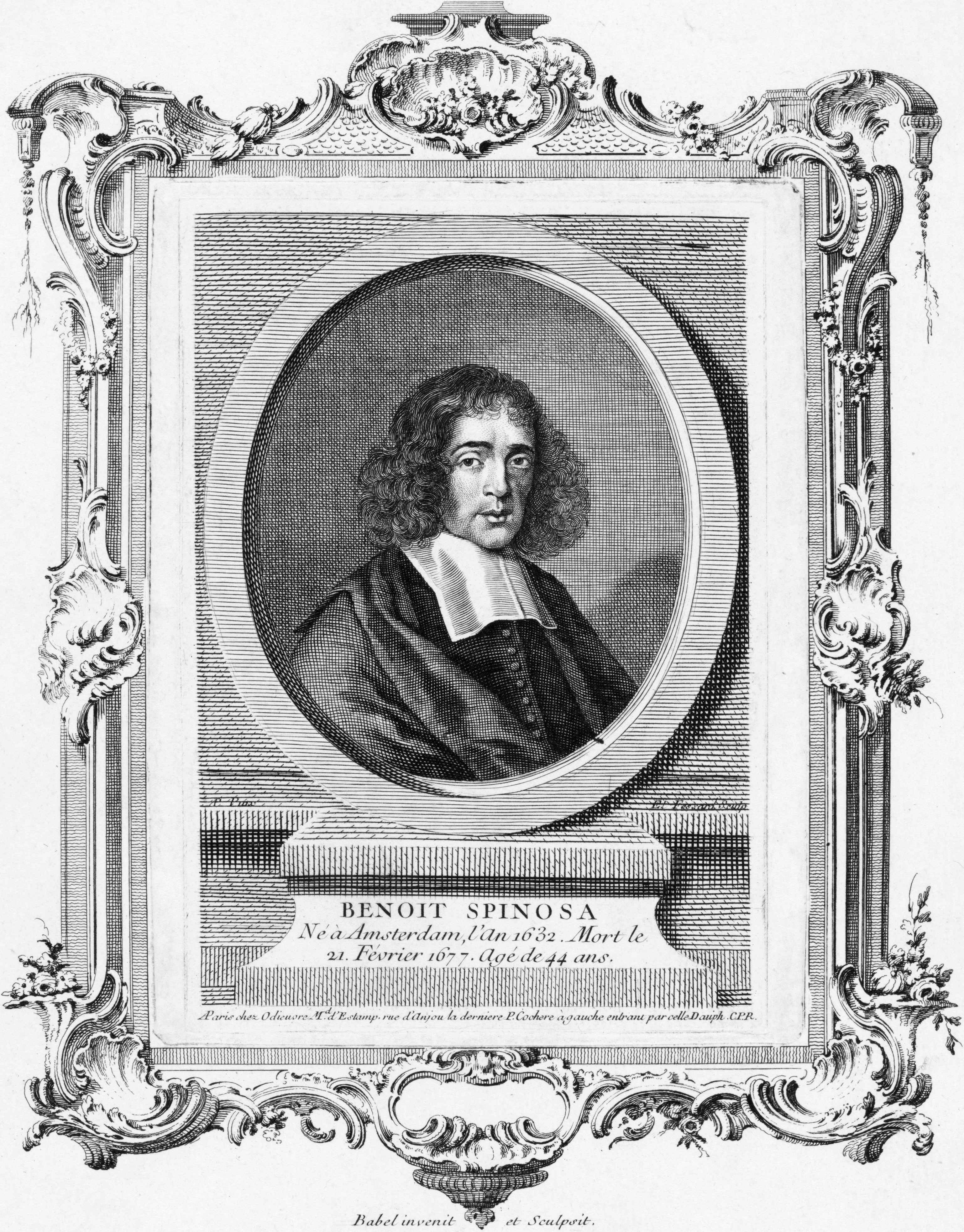
Portrait de Benedictus de Spinoza (1632-1677), gravure d'Étienne Fessard (portrait) et Pierre-Edme Babel (bords), d'après le monogrammiste AE (fl. XVIIe siècle). Rijksmuseum Amsterdam.

Pierre-Edme Babel ou Paul-Emile Babel, né en 1719 et mort en 1775, est un dessinateur, graveur et sculpteur sur bois français.

## Biographie
Pierre-Edme Babel naît le 11 novembre 1719 à Paris en la paroisse Sainte-Marguerite (actuel 11e arrondissement) et meurt le 26 octobre 1775 à Kehl, non loin de Strasbourg ,,,.
Pierre-Edme Babel épouse Angélique Darcy, une couturière, à Paris le 11 novembre 1748. La plupart du temps, les femmes de métier travaillaient avec leur mari en gérant la boutique, un étal ou chez elles à la pièce. Elles traitaient avec la clientèle, tenaient la comptabilité et payaient les compagnons. 
Leur fille, Catherine-Angélique Sophie Babel, née le 9 février 1750 épouse Pierre Deumier fils (1742-1812), serrurier et entrepreneur des Bâtiments du roi, le 16 février 1767.
En 1761, lui et sa femme habitent rue Montorgueil, paroisse Saint-Eustache, et achètent une maison rue de Rochechouart pour la somme de 4 005 livres.
En 1771, Pierre-Edme Babel se rend adjudicataire d’une maison rue Neuve, paroisse Saint-Eustache pour le prix de 10 408 livres 8 sols 11 deniers.
Pierre-Edme Babel meurt en 1775 à Kehl. Sa veuve, Angélique Darcy meurt à son tour à Paris en 1779,. Selon son testament du 21 mai 1776 et des mémoires d'ouvrages, elle a continuée à faire fonctionner seule l’atelier de son époux. Nous conservons quelques témoignages de cette production d’atelier, postérieurs à la mort de P.-E. Babel (des Fauteuils à la reine du Metropolitan Museum of Art de New York, une Chaise Louis XVI à la New-York Historical Society, le Canapé « à la turque » au Palais californien de la Légion d’Honneur à San Francisco, etc.).

### Carrière
La vie et la formation des sculpteurs ornemanistes sont encore très mal connues. Nous pouvons supposer qu’il a pu apprendre son métier en tant qu’apprenti auprès de son père, lui-même sculpteur. Il se spécialise dans le travail du bois et plus particulièrement dans le mobilier et les cadres sculptés.
Dès le 15 mars 1736, Babel aurait été sollicité par Carl Harleman, intendant des Bâtiments du roi de Suède, afin d’être embauché en tant que sculpteur sur bois. Le jeune Babel sortant de son apprentissage, ne serait cependant jamais allé en Suède.
Il dessine et grave à partir de 1738 une multitude de vignettes pour différents éditeurs à Paris. Babel utilisait presque systématiquement le burin mêlé aux procédés « chimiques » de l’eau-forte.
En 1751 il est élu directeur-garde des maîtres peintres sculpteurs pour deux ans à l'Académie de Saint-Luc. Il est reçu maître le 16 octobre 1751. Entre 1764 et 1765 il est de nouveau promu conseiller, puis reçu maître de l’Académie de Saint-Luc.
Babel est le maître de Pierre-Philippe Choffard (1730-1809).

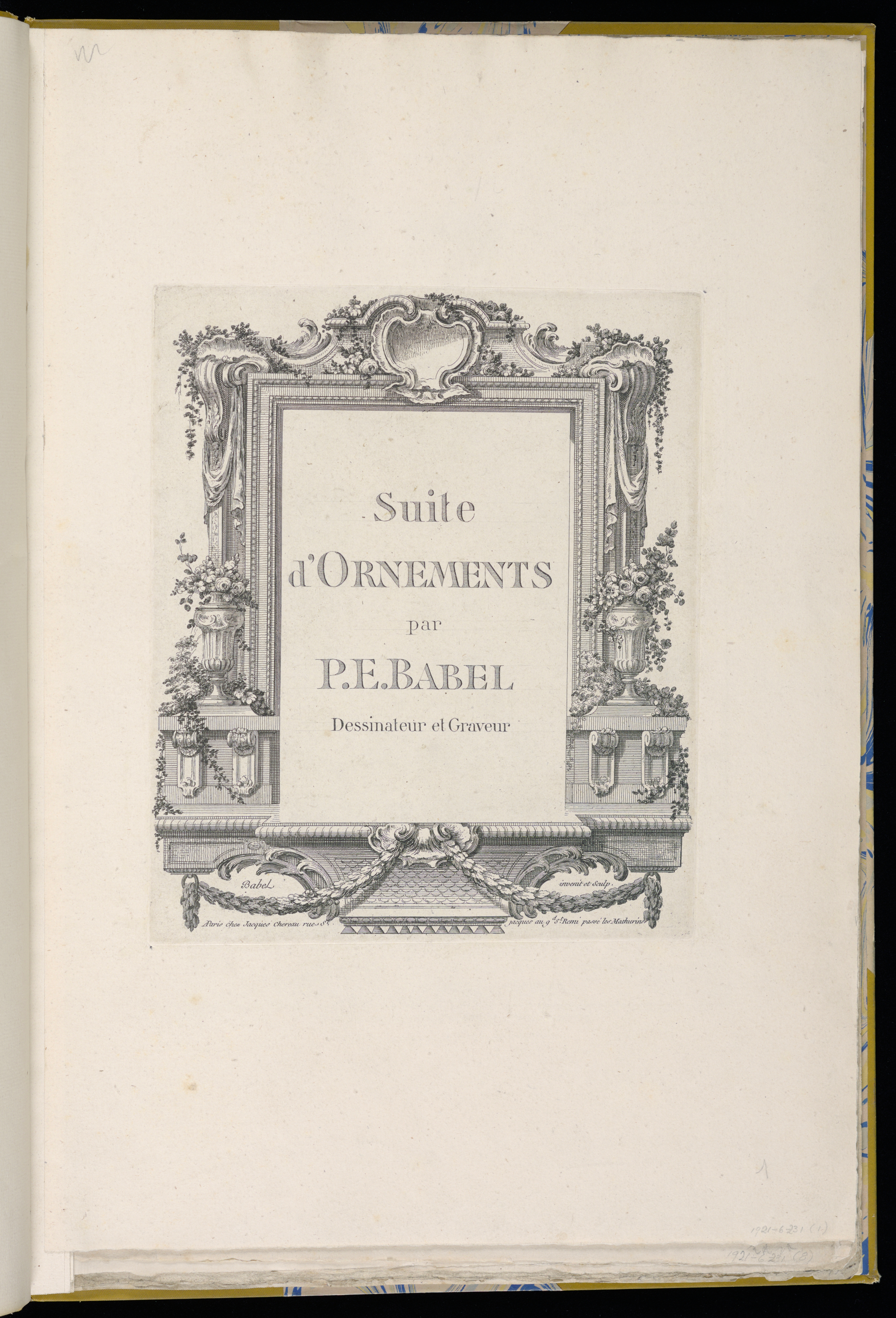
[Cartouche], 1700–1775, New-York, Cooper-Hewitt Museum, coll. Dessins, Estampes et Conception graphique.

## Œuvres
On dit qu'il avait horreur de la ligne droite. Aussi ses planches ne représentent-elles qu'encadrements de coquillages, feuilles contournées, plantes de diverses formes. C'est à lui qu'on doit les gravures de la description des fêtes données par la ville de Paris en 1745, de la description de la fête donnée par la ville de Strasbourg au roi Louis XV, quand il arrive en cette dernière ville après la grave maladie qui faillit l'emporter à Metz. Il est l'auteur des planches de l'Architecture française de Blondel (1752-1756, 4 vol. in-folio), de trente-cinq planches pour le premier livre de dessins de joaillerie et de bijouterie, et de plusieurs estampes, entre autres Thétis et ses nymphes, d'après Le Blanc.
Fournisseur du Garde-Meuble, il exécute le couronnement du lit d'hiver de la chambre à coucher de la Reine à Versailles en 1766, un autre lit de la chambre d’hiver de Louis XVI et livre également l’ameublement du salon de la Paix. Parmi ces ouvrages pour Versailles, vingt-quatre guéridons ou torchères ont été livrés en 1769 et destinés à décorer la Galerie des Glaces en prévision du mariage du Dauphin.
Pour le cabinet intérieur de la comtesse Du Barry, au château de Saint-Hubert, Babel sculpte sur les bois de Nicolas-Quinibert Foliot, un ensemble de meuble commandé en 1770 et livré en 1771. Cet ensemble sera remployé dans l’appartement de la princesse de Lamballe, au château de Fontainebleau.
Des œuvres de Babel font partie de la collection du Cooper-Hewitt, National Design Museum, du Metropolitan Museum of Art, du Victoria and Albert Museum et des musées d'art de Harvard,,,.
Les œuvres de Pierre-Edme Babel sont en grande partie répertoriées dans l'ancien Inventaire du fonds français, graveurs du dix-huitième siècle de 1930, par Marcel Roux.

### Recueils gravés
- « Suite de divers cartouches inventé par Babel sculpr », eau-forte et burin, Paris, François, [v. 1748-1759], in-folio, bibliothèque de l’INHA, collections Jacques Doucet, FOL EST 389.
- « Premier Livre de nouveaux dessins, de Serrureries. Inventé et gravé par Babel. || Avec Privilège du Roy. », eau-forte et burin, Paris, Aveline, [v. 1748-1759], in-folio, bibliothèque de l’INHA, coll. Jacques Doucet, NUM FOL RES 83.
- « Recueil || d’ornements || et Fleurs d’après Babel. || utile aux Artistes. || Dédié A Monsieur Dumarest Ciseleur. », eau-forte, Paris, chez J.-C. François et F. Jollain, [v. 1748-1759], in-8, H. 0m205 x L. 0m150, bibliothèque de l’INHA, coll. Jacques Doucet, NUM FOL EST 388.
- « Suitte d’Ornemens et Fleurs utile aux Artistes, Inventés par Babel sculpteur. A Paris. Avec Privilege du Roi. », eau-forte, [v. 1748-1759], in-8, bibliothèque de l’INHA, coll. Jacques Doucet, NUM FOL EST 388.
- « Fragments d’Ornemens || d’après Babel, Sculpteur. || à Paris. », eau-forte, Paris, chez François, [v. 1748-1759], in-folio, bibliothèque de l’INHA, coll. Jacques Doucet, 4 RES 82.
- [Ornements, cartouches, fontaines], eau-forte, Paris, chez J. Chéreau et J.-G. Huquier, [v. 1748-1759], in-folio, bibliothèque de l’INHA, coll. Jacques Doucet, NUM FOL EST 486.

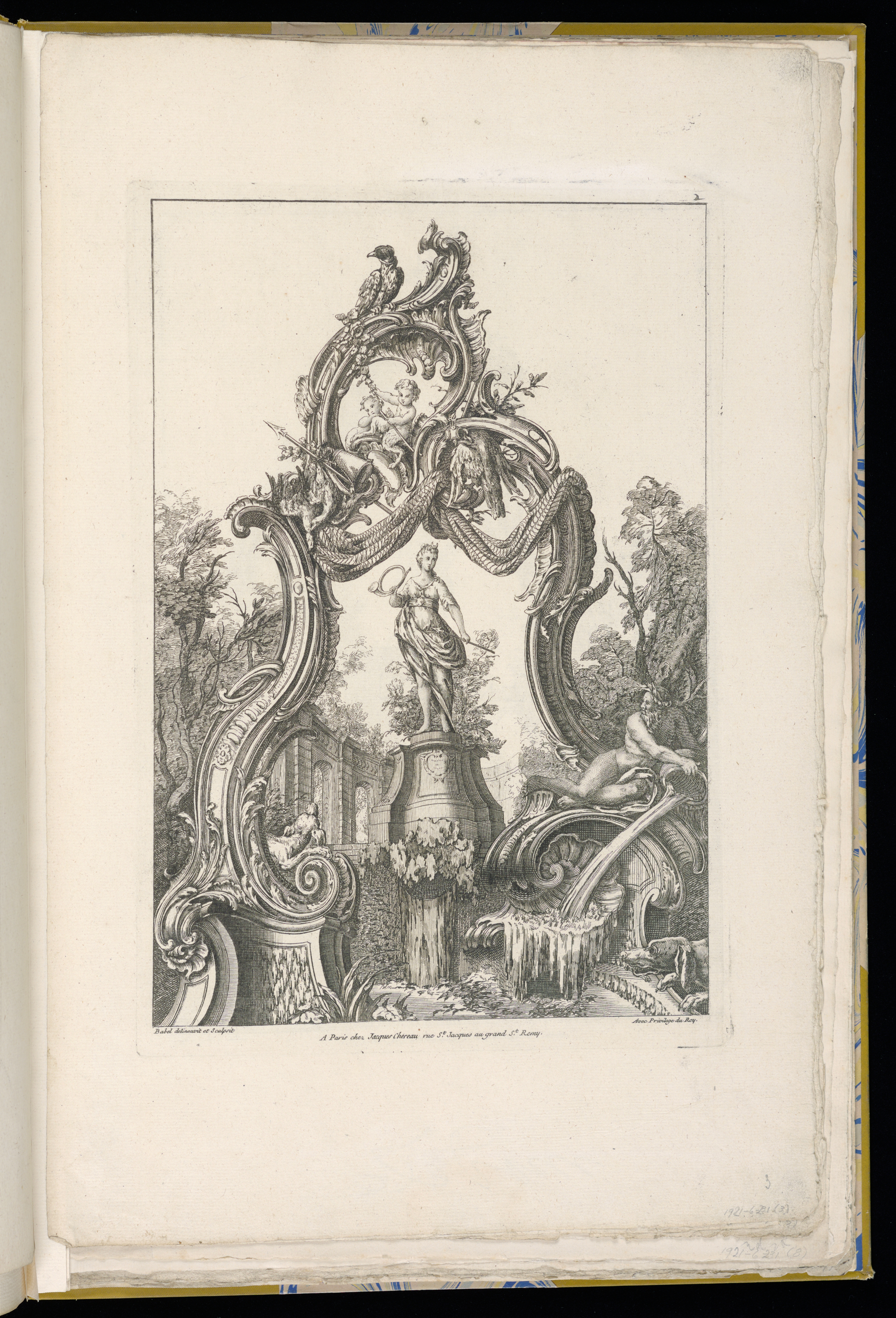
[Cartouche et fontaine avec Diane], ca. 1748-1759, Paris, bibliothèque de l’INHA, coll. Jacques Doucet.
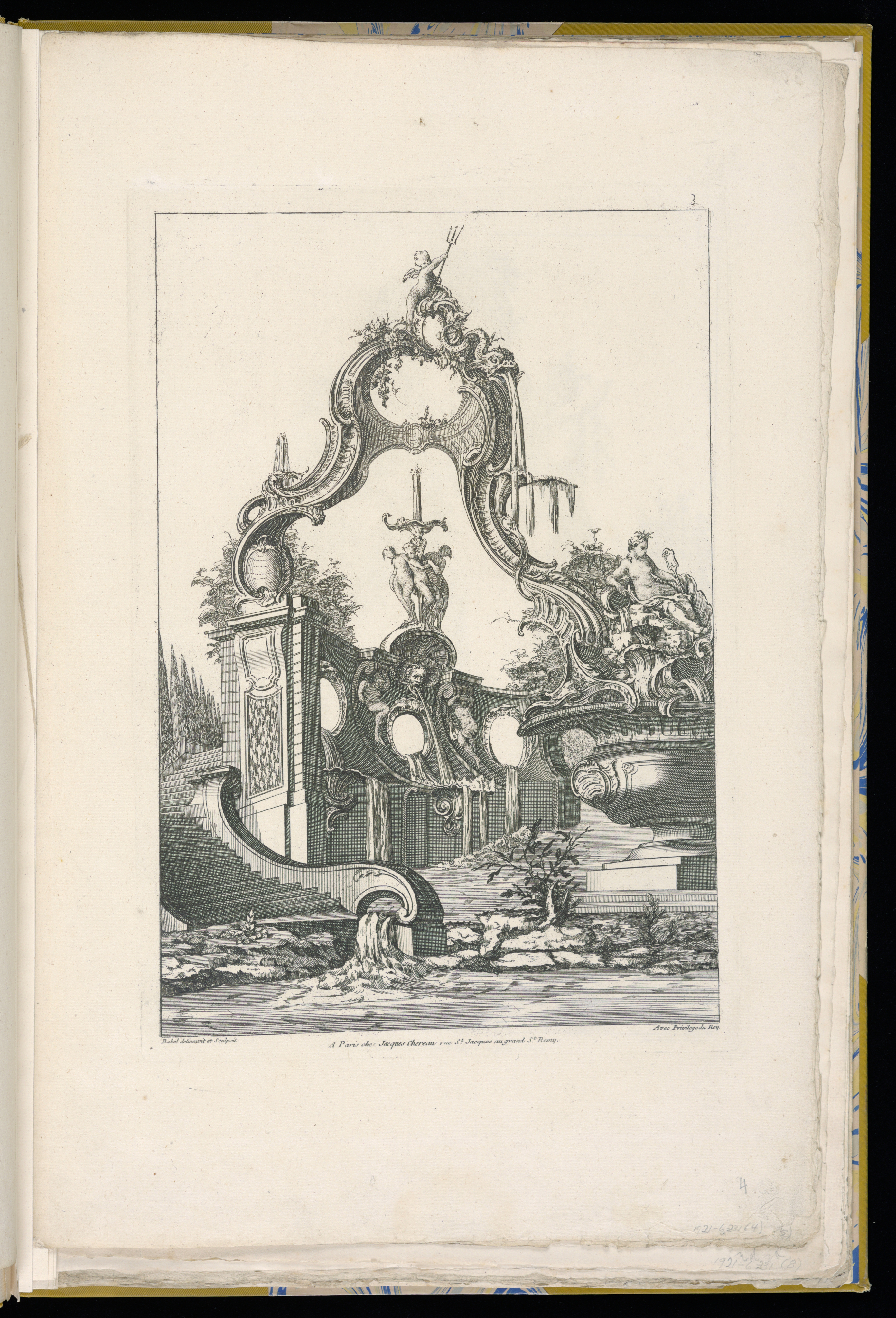
[Cartouche et fontaine avec les Trois Graces], ca. 1748-1759, Paris, bibliothèque de l’INHA, coll. Jacques Doucet.
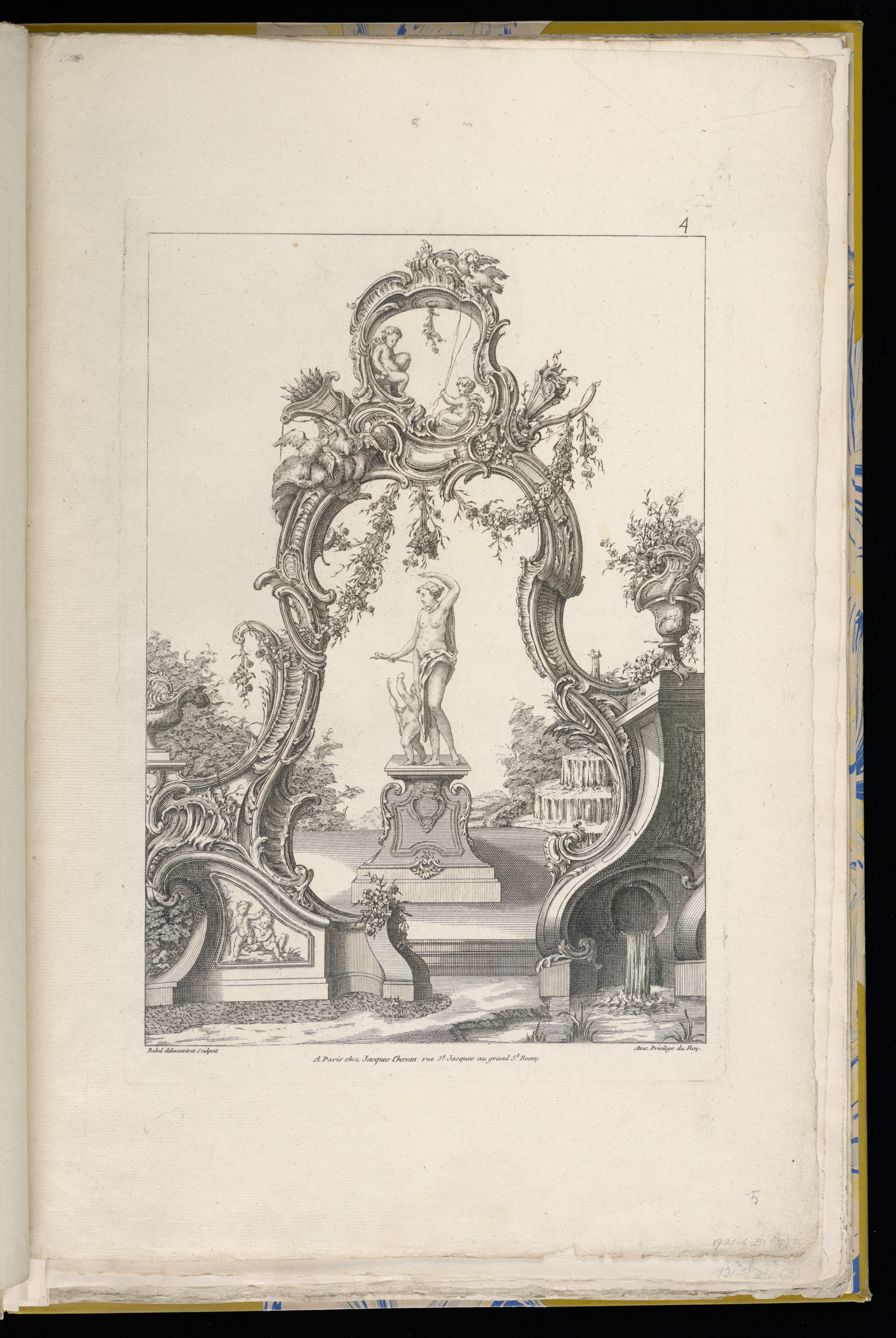
[Cartouche et fontaine avec Vénus et Amour], ca. 1748-1759, Paris, bibliothèque de l’INHA, coll. Jacques Doucet.
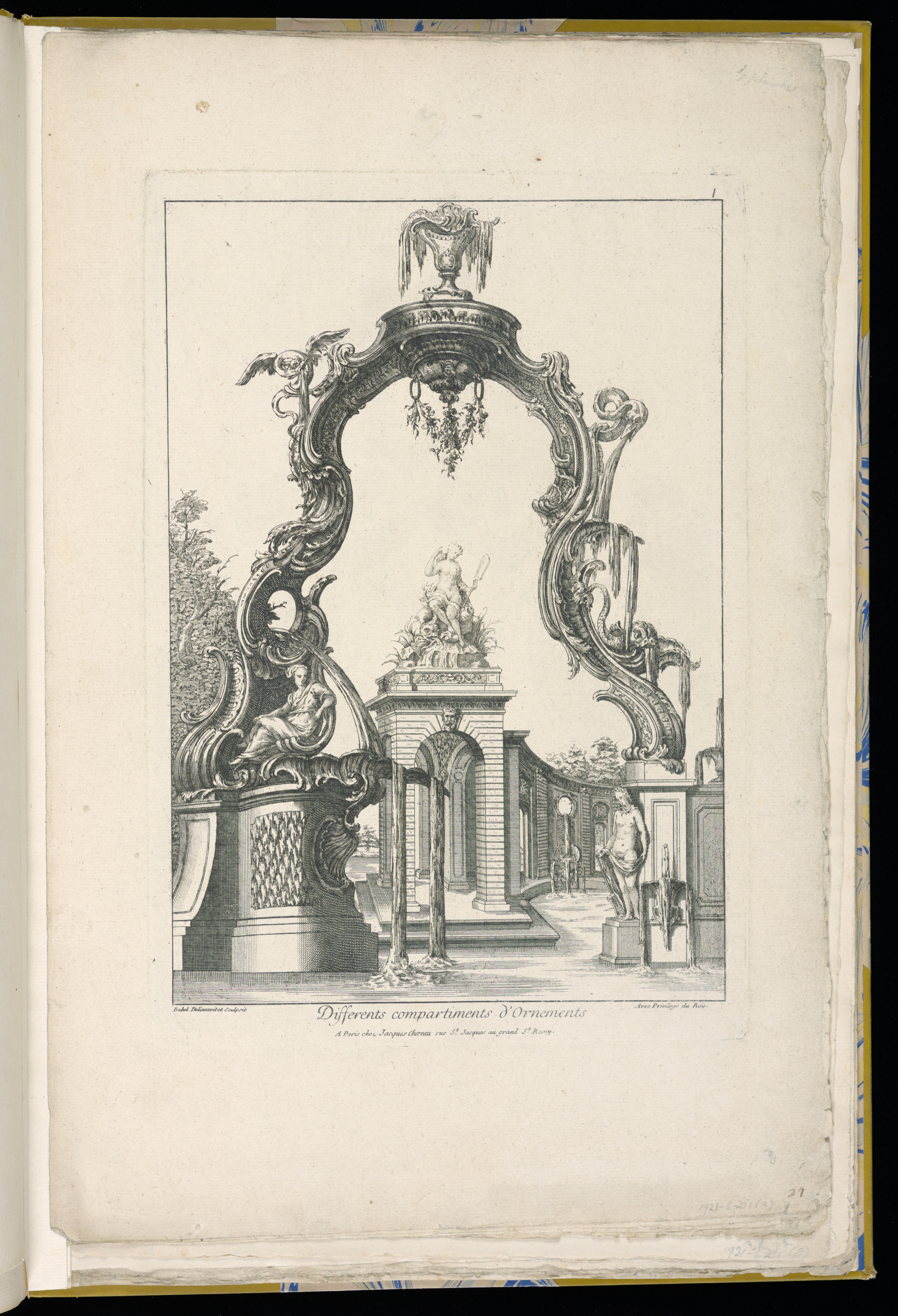
[Cartouche et fontaine], ca. 1748-1759, Paris, bibliothèque de l’INHA, coll. Jacques Doucet.
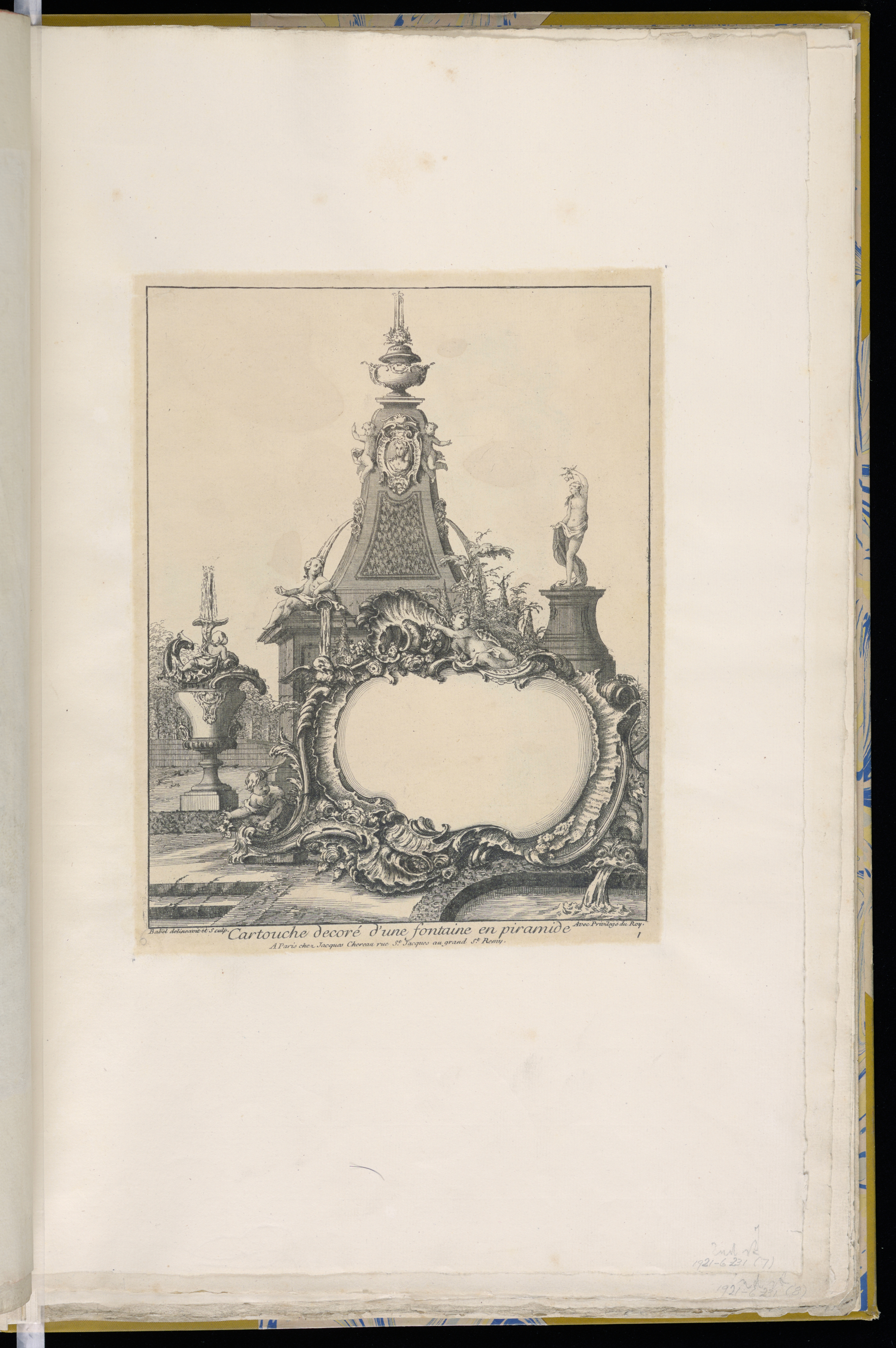
Cartouche avec fontaine et obélisque en arrière-plan, ca. 1748-1759, Paris, bibliothèque de l’INHA, coll. Jacques Doucet.
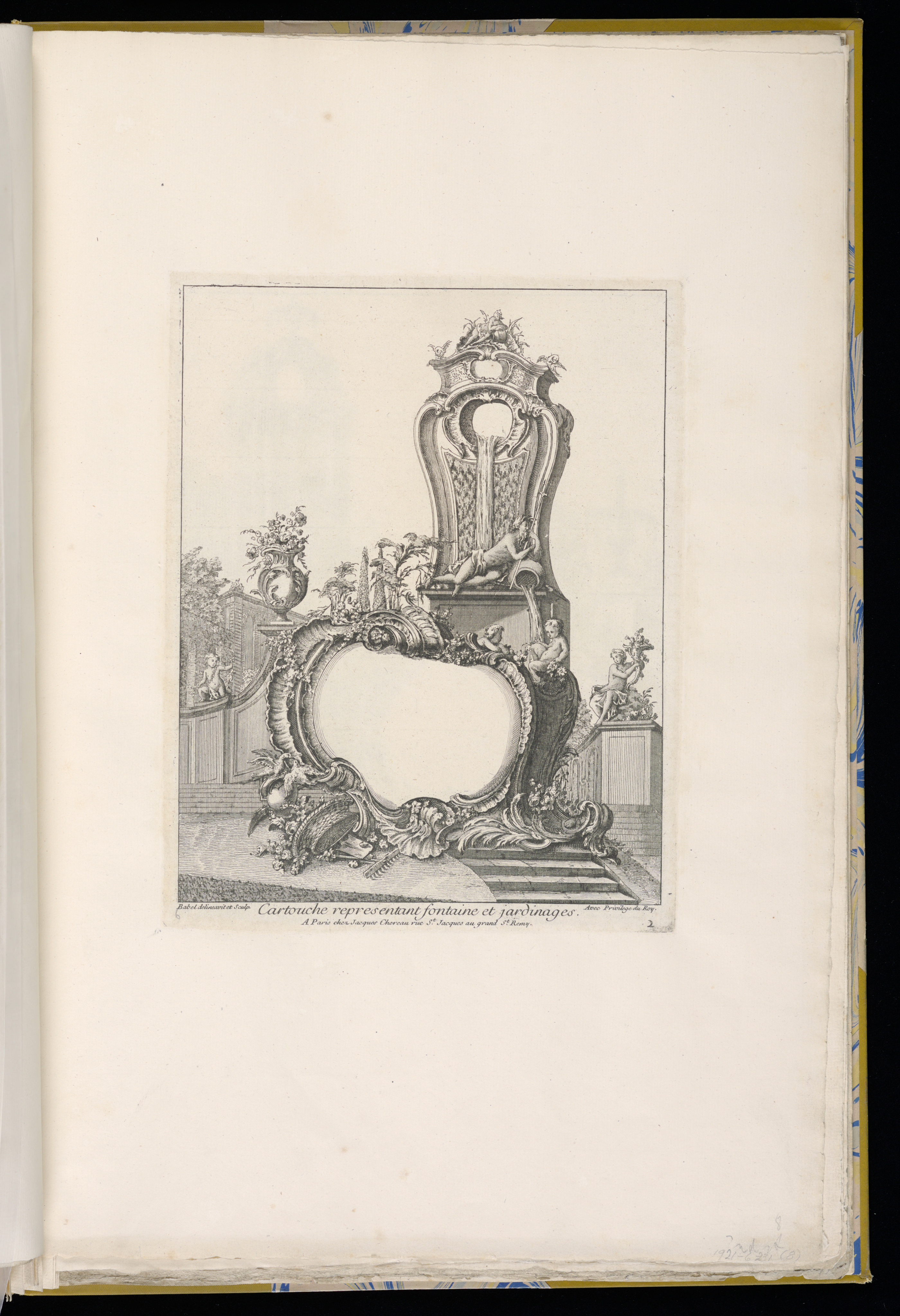
Cartouche avec une fontaine dans un jardin en arrière-plan, ca. 1748-1759, Paris, bibliothèque de l’INHA, coll. Jacques Doucet.
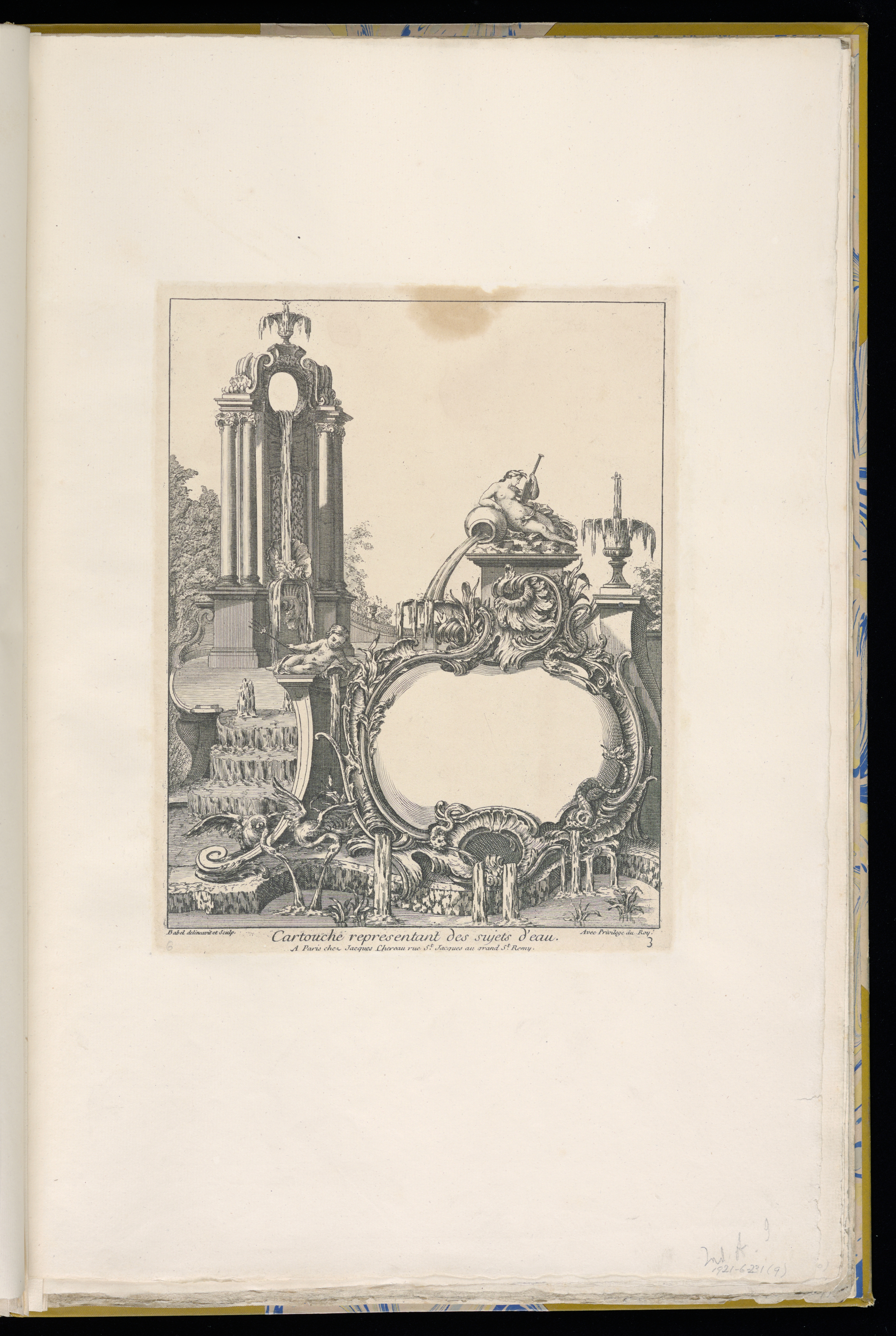
Cartouche entouré de fontaines, ca. 1748-1759, Paris, bibliothèque de l’INHA, coll. Jacques Doucet.
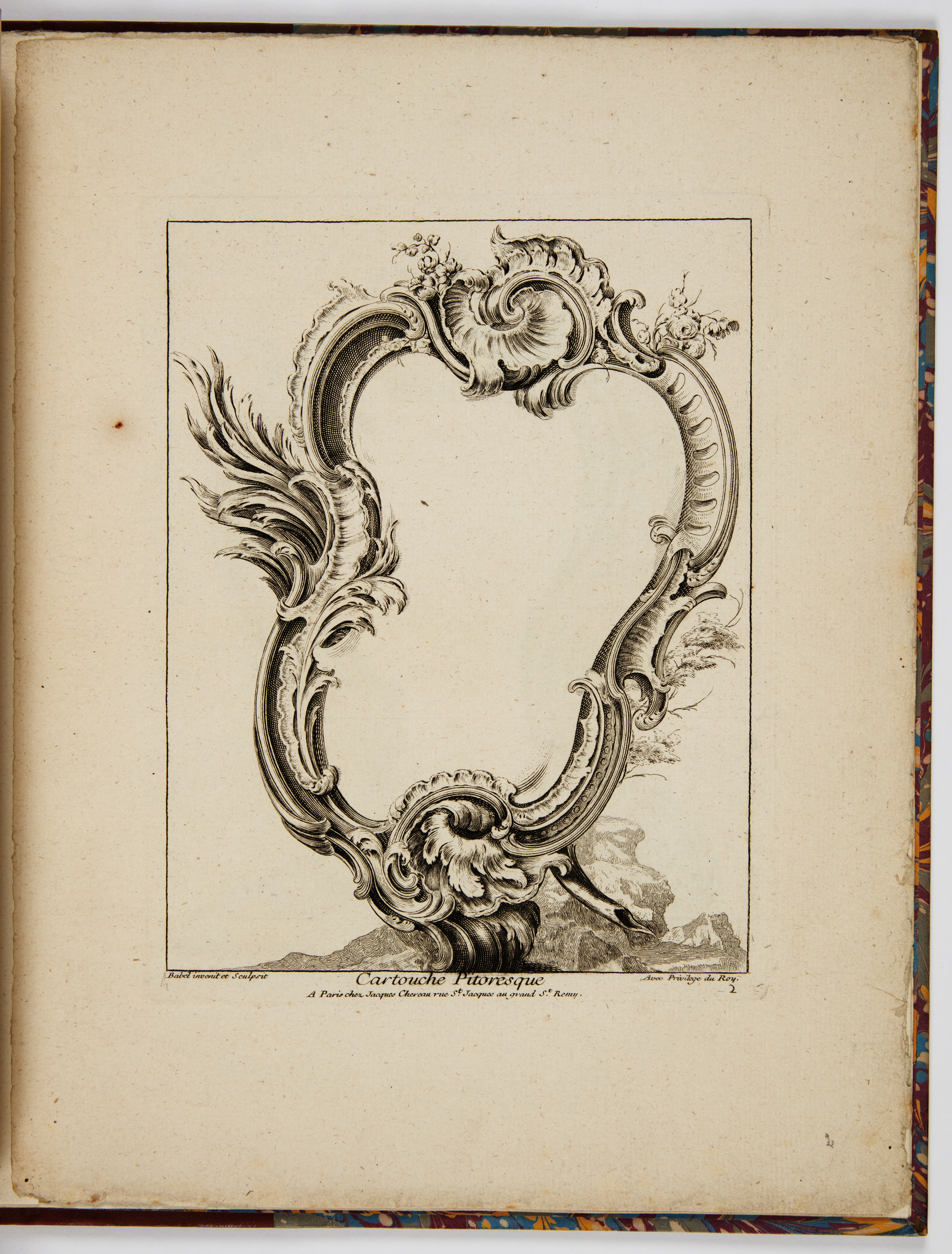
Cartouche Pitoresque, ca. 1748-1759, Paris, bibliothèque de l’INHA, coll. Jacques Doucet.
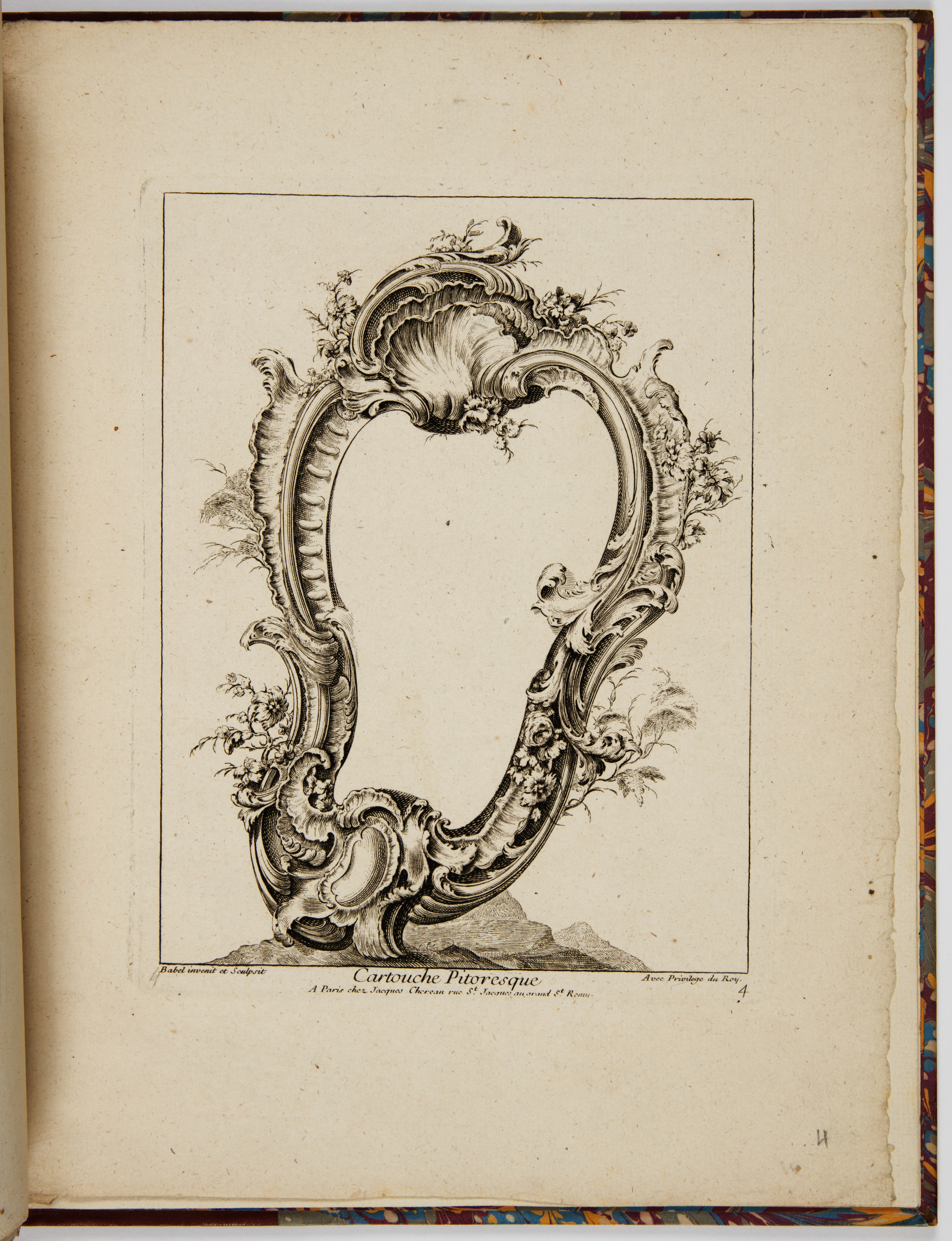
Cartouche Pitoresque, ca. 1748-1759, Paris, bibliothèque de l’INHA, coll. Jacques Doucet.
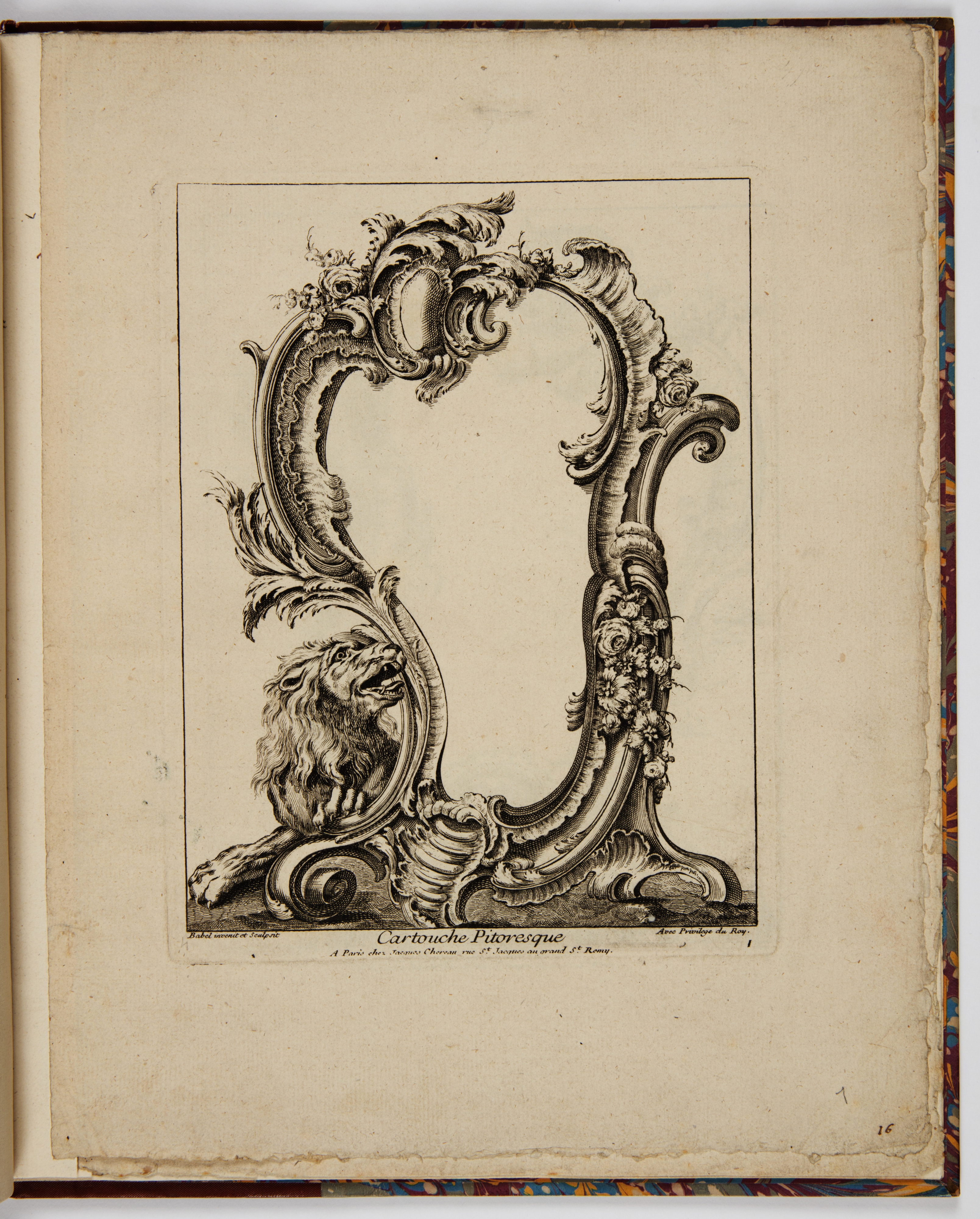
Cartouche Pitoresque, ca. 1748-1759, Paris, bibliothèque de l’INHA, coll. Jacques Doucet.

### Ouvrages et recueils gravés d'après d'autres
- VASSE (François Antoine), [Ornements], eau-forte et burin, Paris, chez Duchange, L’Auteur et Chéreau, [v. 1700-1736], grand in-folio, bib. de l’INHA, coll. Jacques Doucet, NUM PL EST 104.
- HAIDT (Johannes Gottfried) et autres, [Ornements style rocaille], eau-forte et burin, Paris, [v. 1700-1738], in-folio, bib. de l’INHA, coll. Jacques Doucet, NUM 4 EST 296.
- MEISSONNIER (Juste-Aurèle), Œuvre de Juste Aurèle Meissonnier Peintre, Sculpteur, Architecte & Dessinateur de la chambre et Cabinet du Roy…, Paris, Huquier, ca. 1733, in-folio, p. 42-44, bib. de l’INHA, coll. Jacques Doucet, NUM FOL EST 327.
- BRISEUX (Charles-Étienne), L’Art de bâtir des maisons de campagne où l’on traite de leur distribution, de leur construction, et de leur décoration […], Tome premier [-second], taille-douce, Paris, Prault père, 1743, 2 vol. in-4, BSG, 4 V 652 (3) INV 1474 FA., 4 V 652 (4) INV 1475 FA.
- BOFFRAND (Germain), Livre d’architecture contenant les principes généraux de cet art […], eau-forte et burin, Paris, G. Cavelier père, 1745, in-folio, bib. de l’INHA, coll. Jacques Doucet, Fol Res 498.
- NEUFFORGE (Jean François de), Nouveaux Livres de plusieurs projets d’Autels et de Baldaquins inv. et dess. Par [De] Neufforge. Gravé par Babel. Livre Ier., eau-forte, Paris, Chereau, ca. 1747-1767, in-folio, bib. de l’INHA, coll. Jacques Doucet, NUM FOL EST 528.
- BLONDEL (Jacques-François), L’Architecture françoise, ou Recueil des plans, élévations, coupes et profils des églises, maisons royales, palais, hôtels, édifices les plus considérables de Paris […], Paris, C.-A. Jombert, 1752-1756, 4 vol. in-folio, BSG, FOL V 255 (1) INV 295 RES. vol 1 ; FOL V 255 (2) INV 296 RES. vol 2.
- COCHIN (Charles-Nicolas), d’après BLONDEL (Jacques François), Illustration de Architecture françoise, ou Recueil des plans, élévations coupes et profils[…], taille-douce, Paris, C.-A. Jombert, 1752-1756, 4 vol., grand in-folio, BnF, V 2128, V 2129, Res V 398, V 2131.
- HÉRÉ DE CORNY (Emmanuel), Recueil des plans, élévation et coupes […] des châteaux, jardins et dépendances que le Roy occupe en Lorraine […], eau-forte et burin, Paris, François, [1753-1756], 2 vol., in-folio, bibliothèque Mazarine, 2° 4807-79 [Res.HR] : t. 1 ; 2° 4807-80 [Res.HR] : t. 2 ; musée du Louvre, dép. des Arts Graphiques, réserve Edmond de Rothschild, t.1 : L 210 LR ; t.2 : L 211 LR.
- MARIA (Nicolas Joseph), Per Livre || de Desseins || de Jouaillerie et Bijouterie || Inventés par Maria Et gravés par Babel., eau-forte, Paris, l’Auteur, 1765, 1 vol., 35 pl., in-8, H. 0m205 x L. 0m323, bib. de l’INHA, coll. Jacques Doucet, 4 RES 17.
- LE VIGNOLE (Jacques Barozzio), Le Nouveau Vignole, ou Règles des cinq Ordres d’architecture […], Paris, F. Chereau, 1755, in-4, 53 pl. gr., BnF, V. 8947.
- LE VIGNOLE (Jacques Barozzio), Livre nouveau, ou, Règles des cinq ordres d’architecture […] Nouvellement revû, corrigé et augmenté par Monsieur B.***(Blondel) […], gravure sur cuivre, Paris, Petit, 1767, in-folio, 104 pl. gr., BnF, Tolbiac - Rez-de-jardin-magasin, FOL-Z LE SENNE-313.

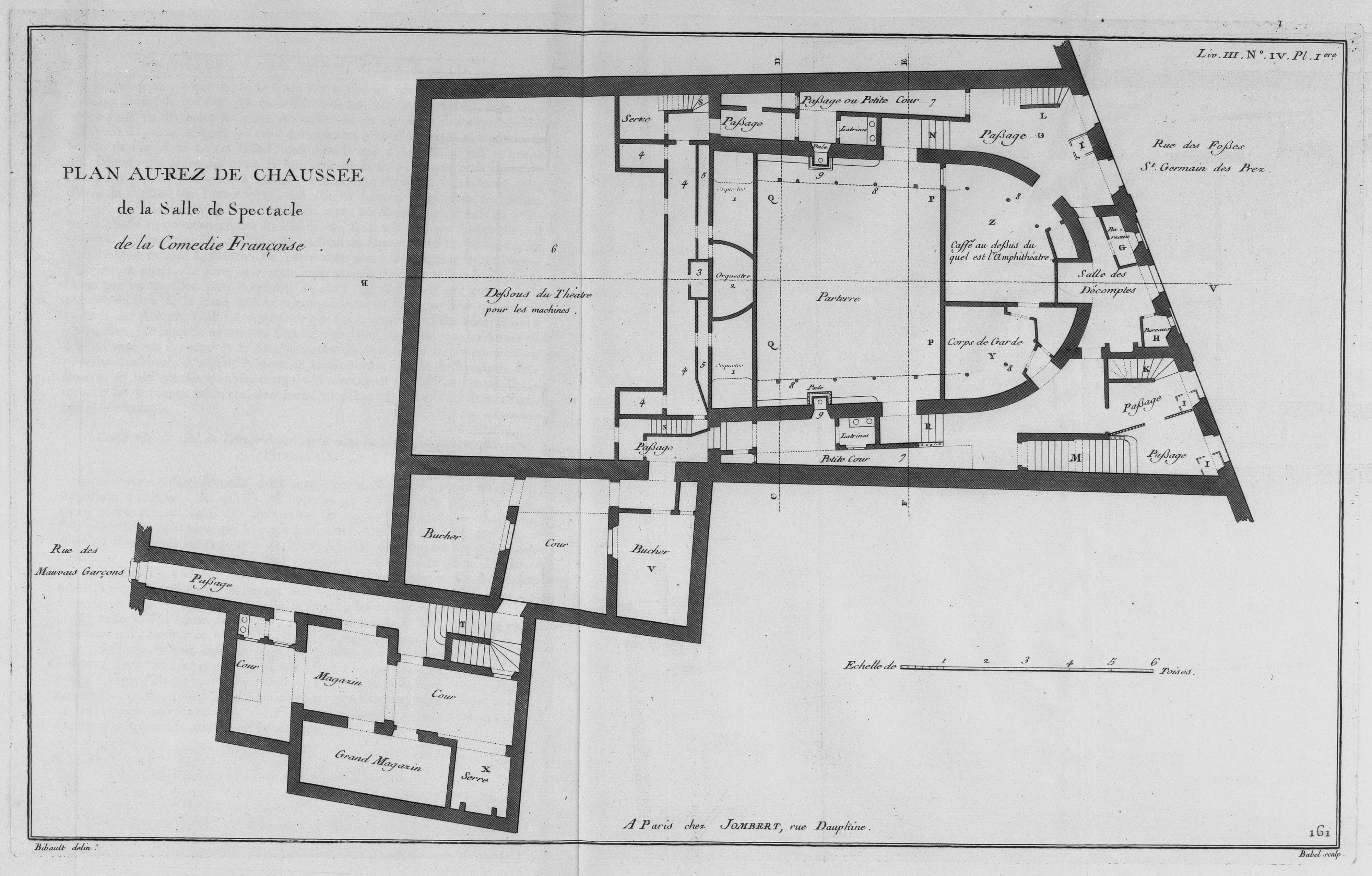
Plan au Rez de Chaussée de la Salle de Spectacle de la Comedie Françoise, 1752-1756, Paris, BSG, FOL V 255 (1) INV 295 RES. vol 1 ; FOL V 255 (2) INV 296 RES. vol 2.
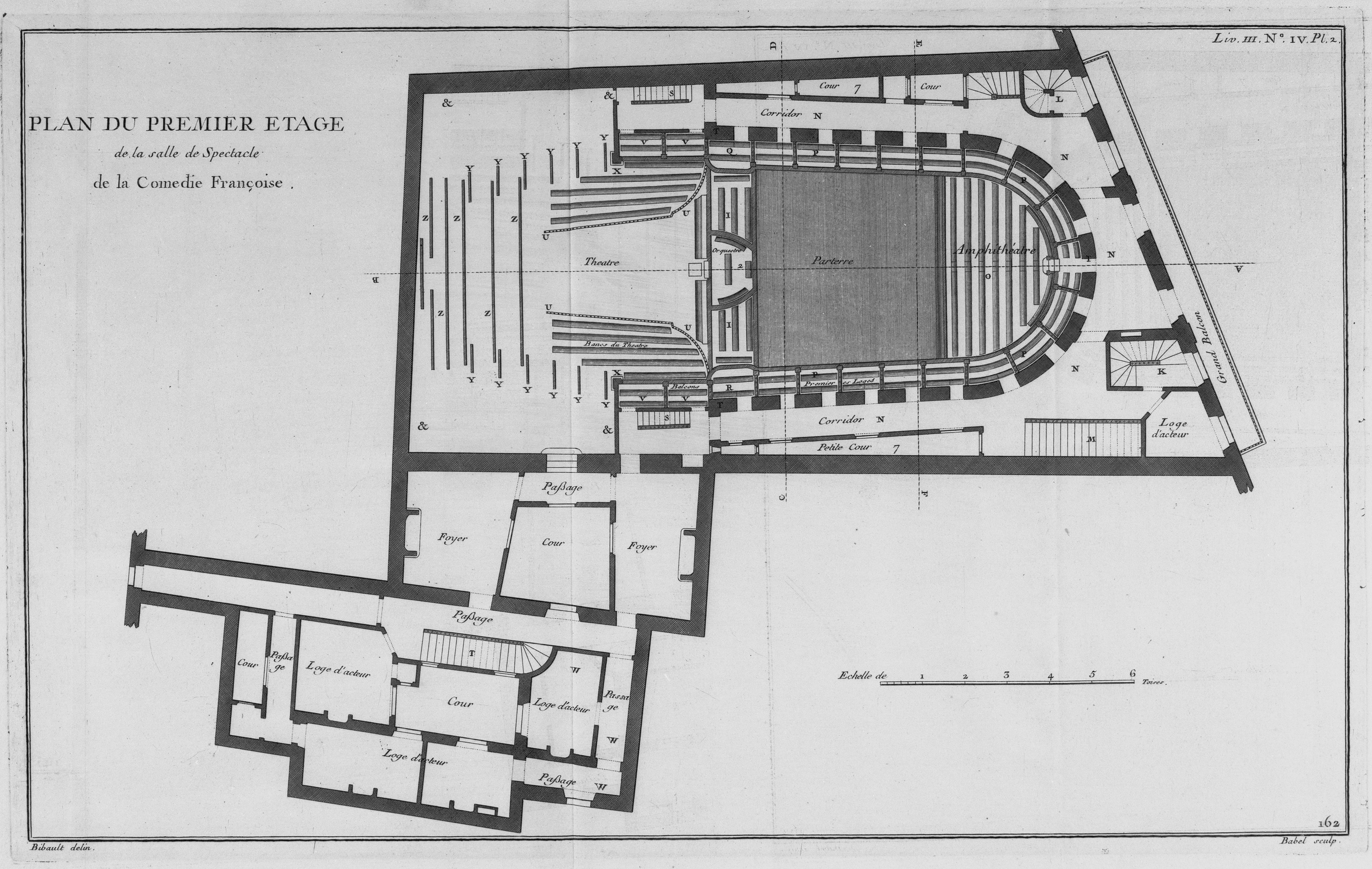
Plan du premier étage de la Salle de spectacle de la Comedie Françoise, 1752-1756, Paris, BSG, FOL V 255 (1) INV 295 RES. vol 1 ; FOL V 255 (2) INV 296 RES. vol 2.
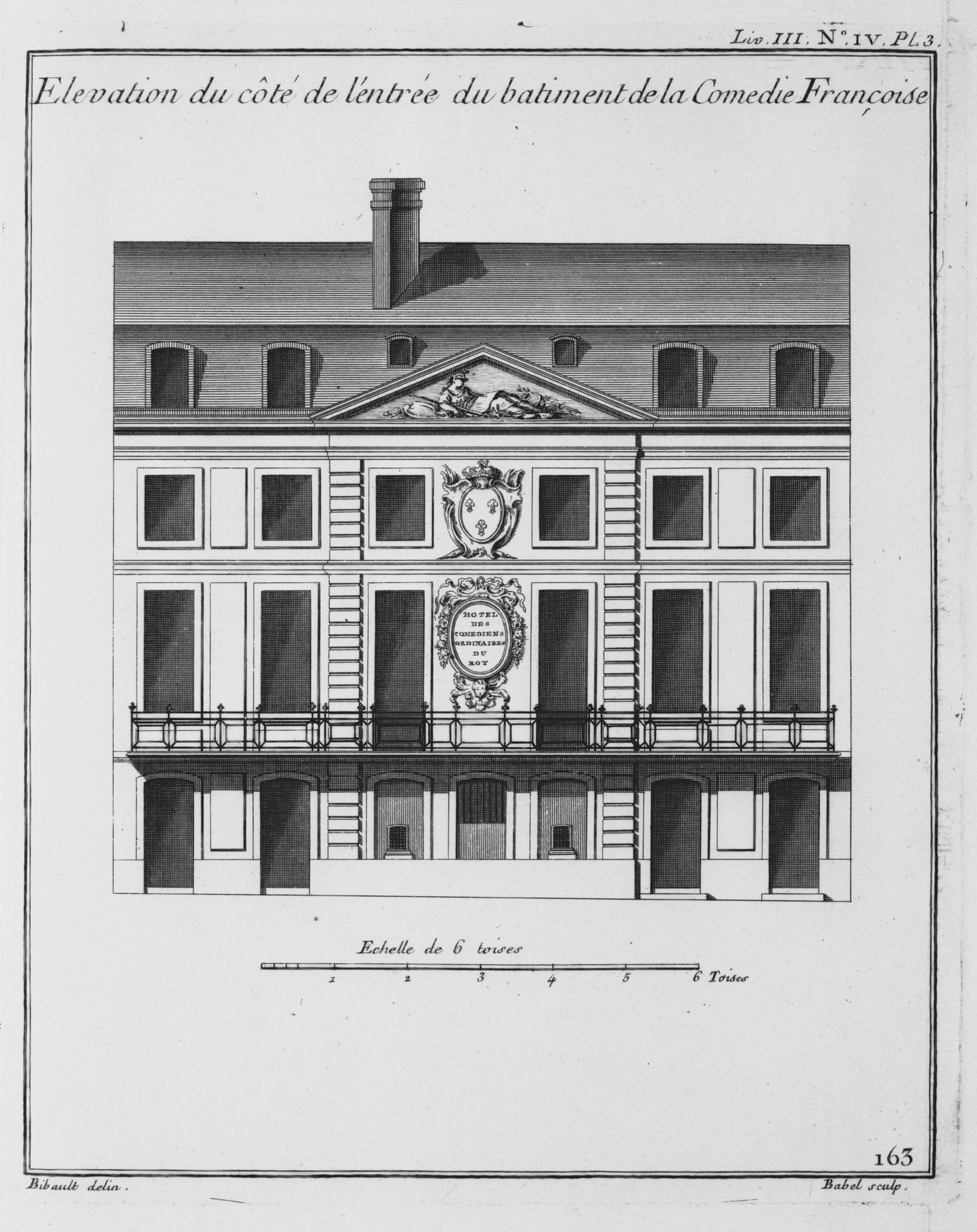
Elévation du côté de l’entrée du bâtiment de la Comédie Françoise, 1752-1756, Paris, BSG, FOL V 255 (1) INV 295 RES. vol 1 ; FOL V 255 (2) INV 296 RES. vol 2.
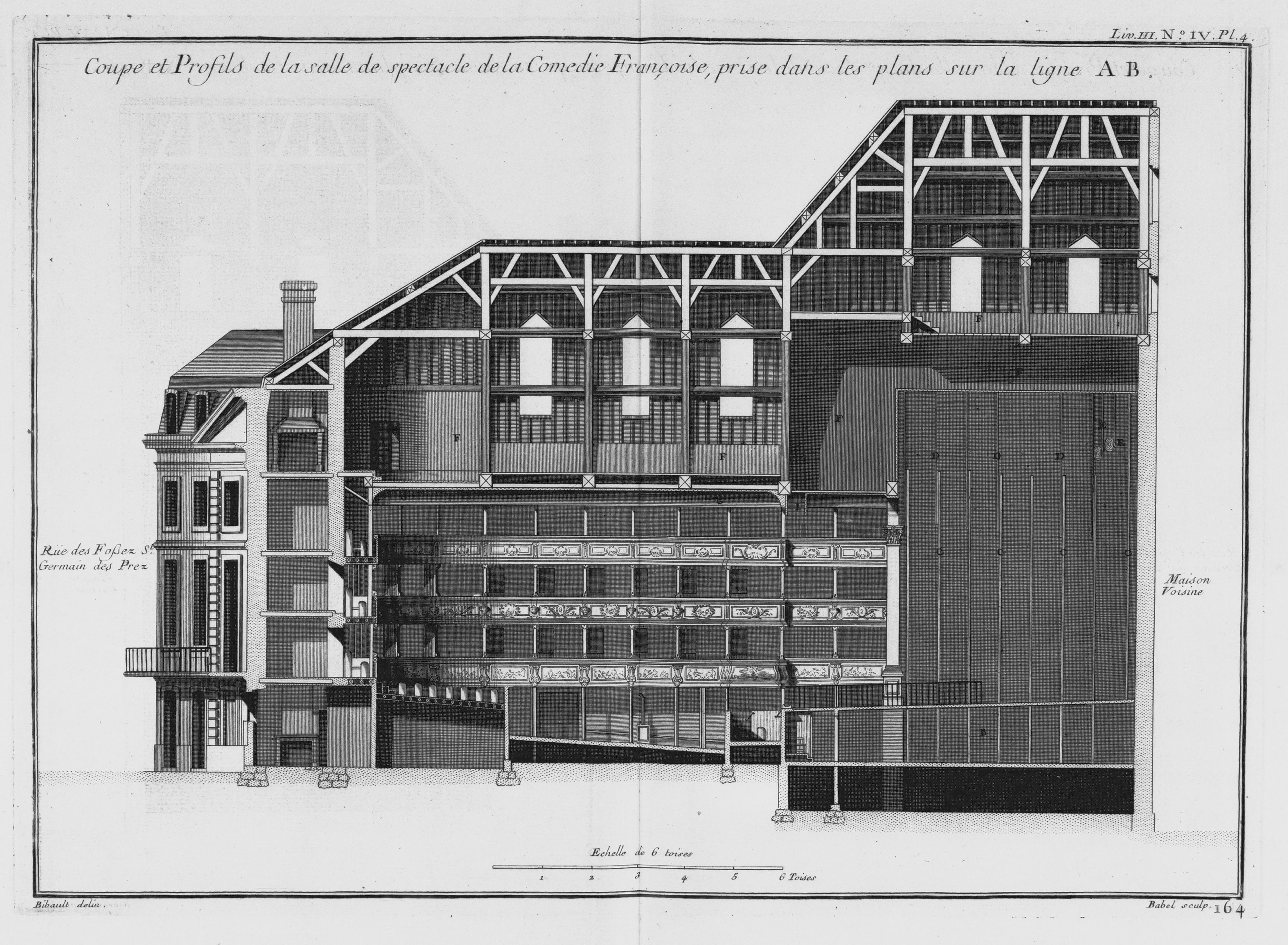
Coupe et Profils de la salle de spectacle de la Comédie Françoise, 1752-1756, Paris, BSG, FOL V 255 (1) INV 295 RES. vol 1 ; FOL V 255 (2) INV 296 RES. vol 2.
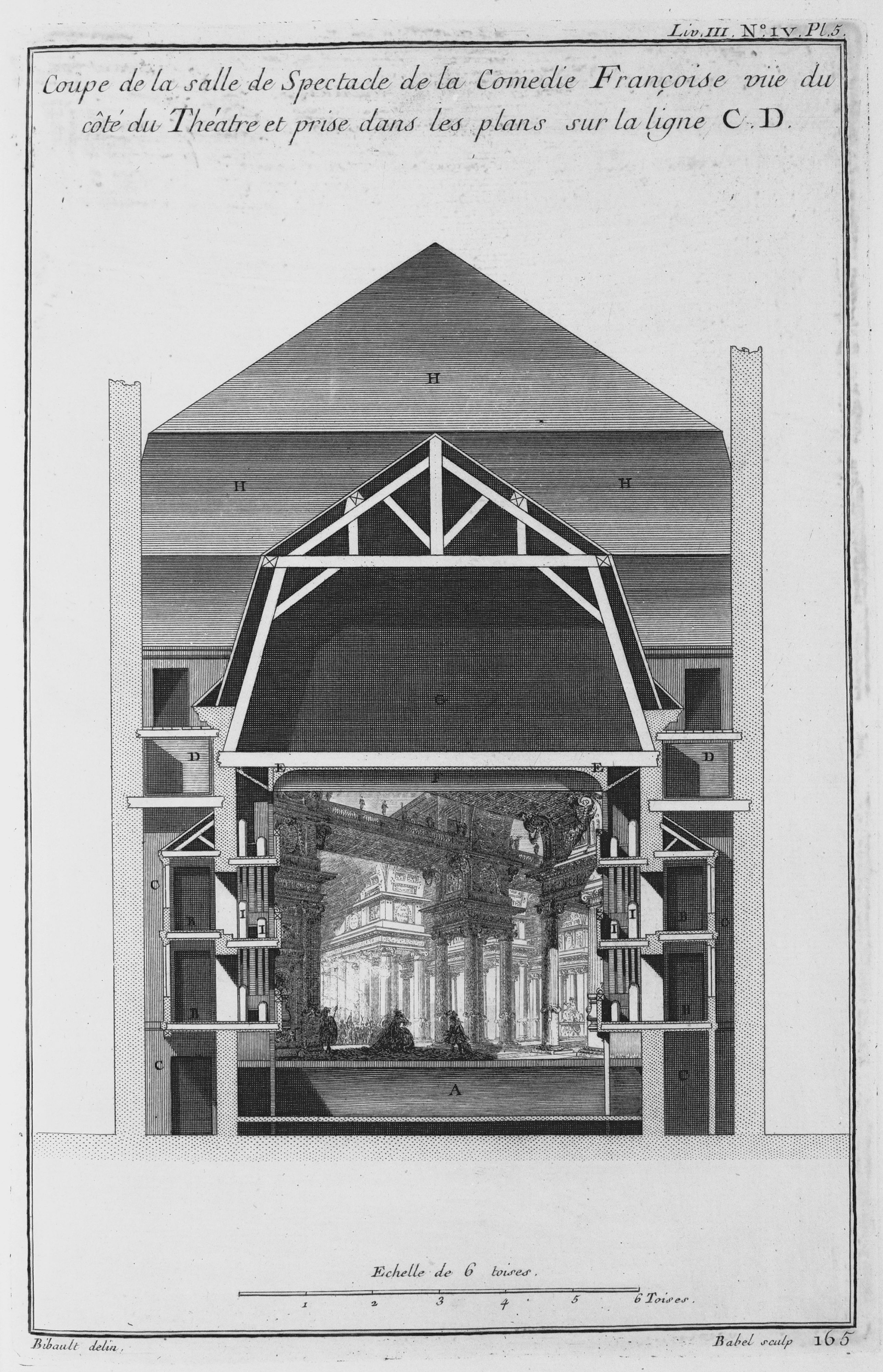
Coupe de la Salle de Spectacle de la Comédie Françoise, 1752-1756, Paris, BSG, FOL V 255 (1) INV 295 RES. vol 1 ; FOL V 255 (2) INV 296 RES. vol 2.
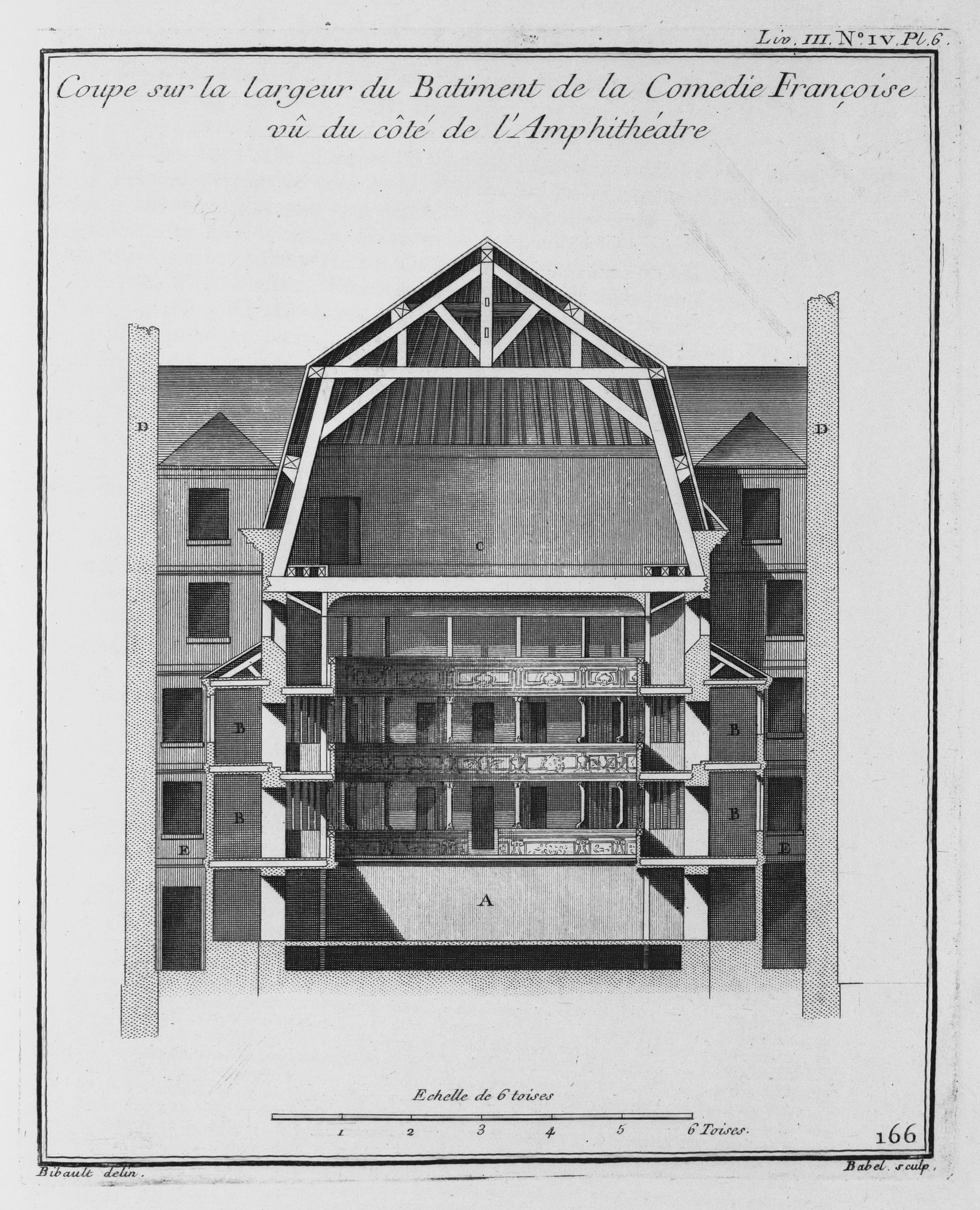
Coupe sur la largeur du Bâtiment de la Comédie Françoise, 1752-1756, Paris, BSG, FOL V 255 (1) INV 295 RES. vol 1 ; FOL V 255 (2) INV 296 RES. vol 2.
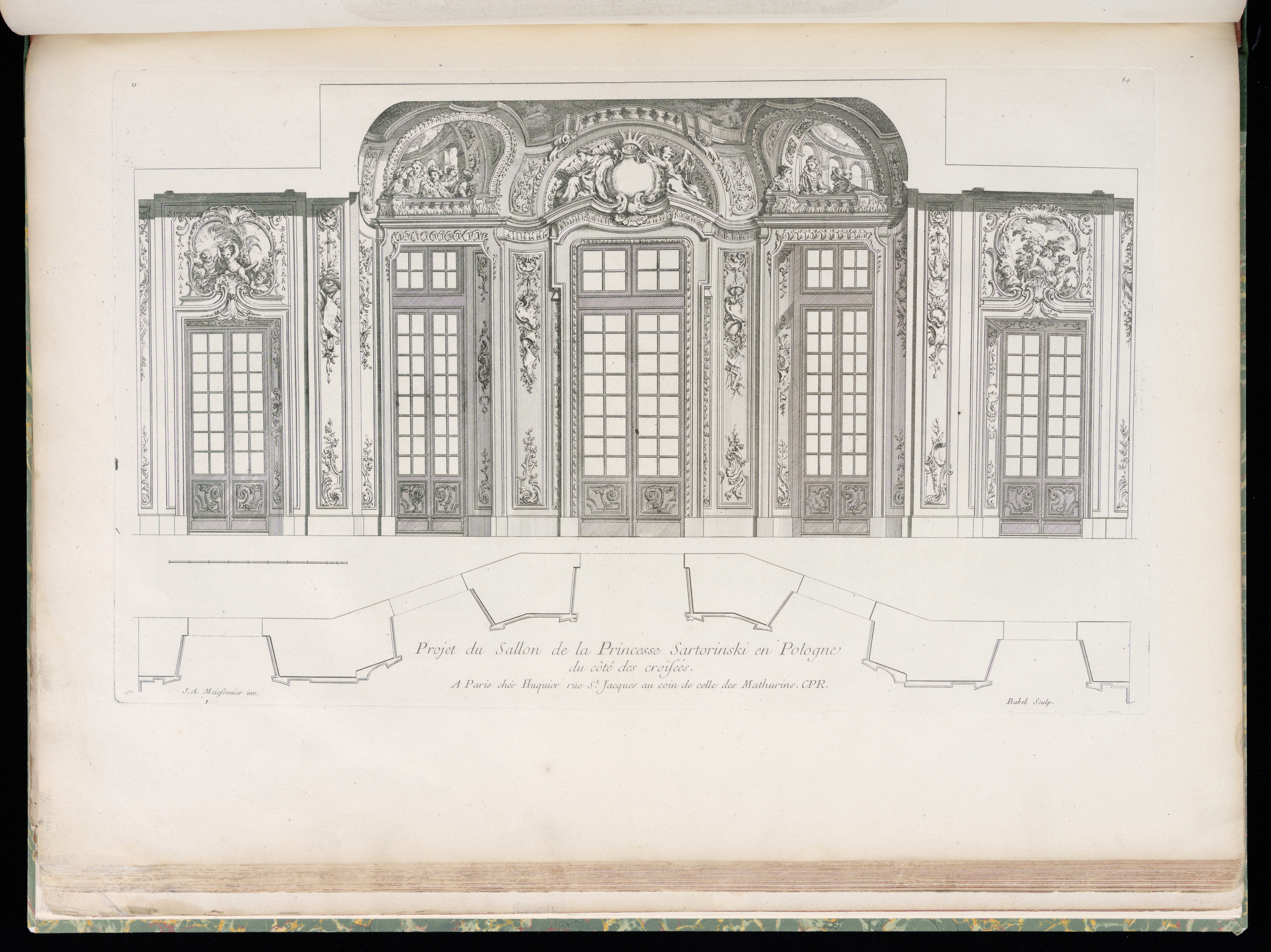
Projet du Sallon de la Princesse Sartorinski en Pologne du côté des croisées, 1747-1748, Paris, bib. de l’INHA, coll. Jacques Doucet
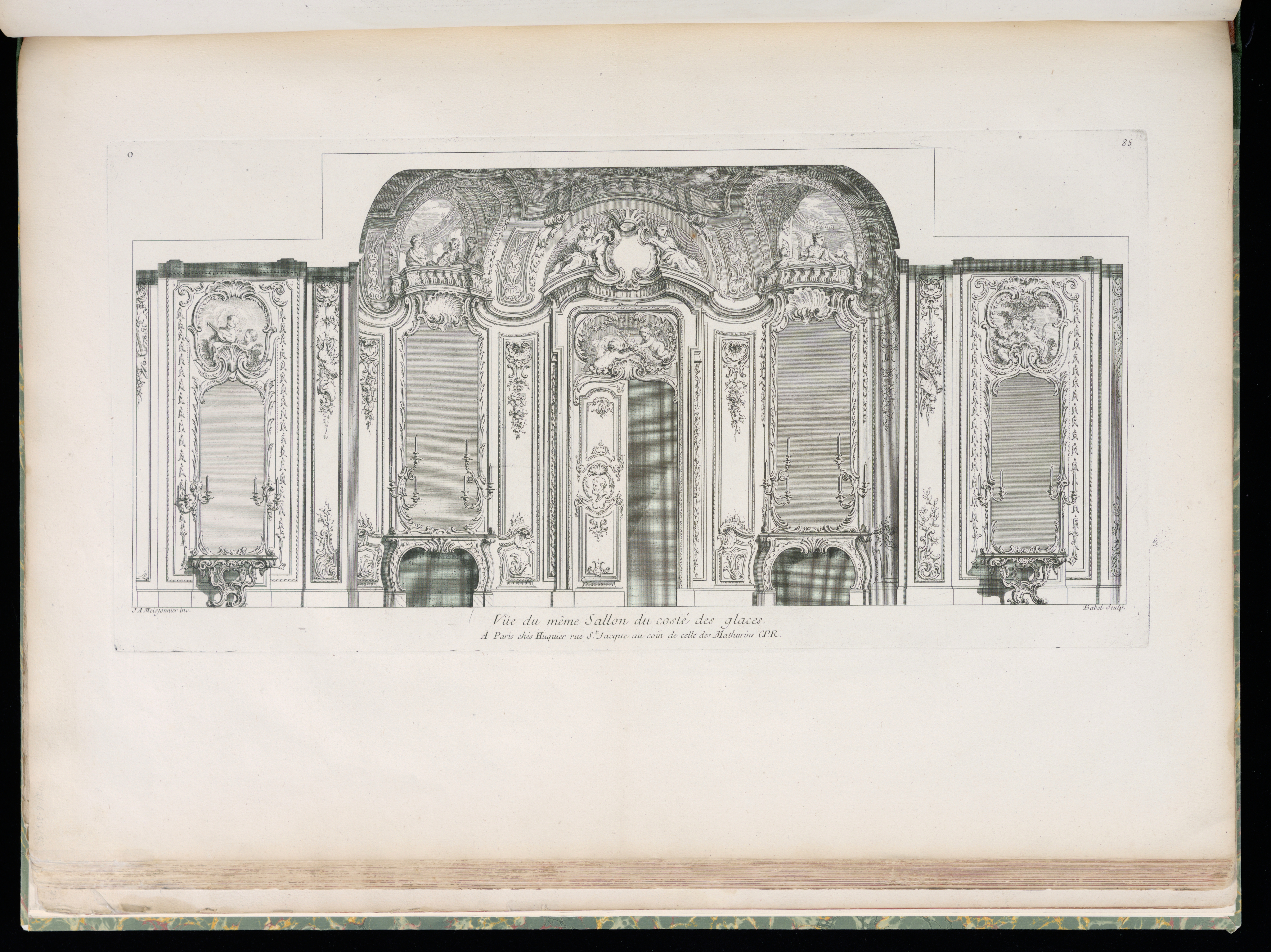
Vue du Sallon de la Princesse Sartorinski en Pologne du costé des glaces, 1747-1748, Paris, bib. de l’INHA, coll. Jacques Doucet, NUM FOL EST 327.
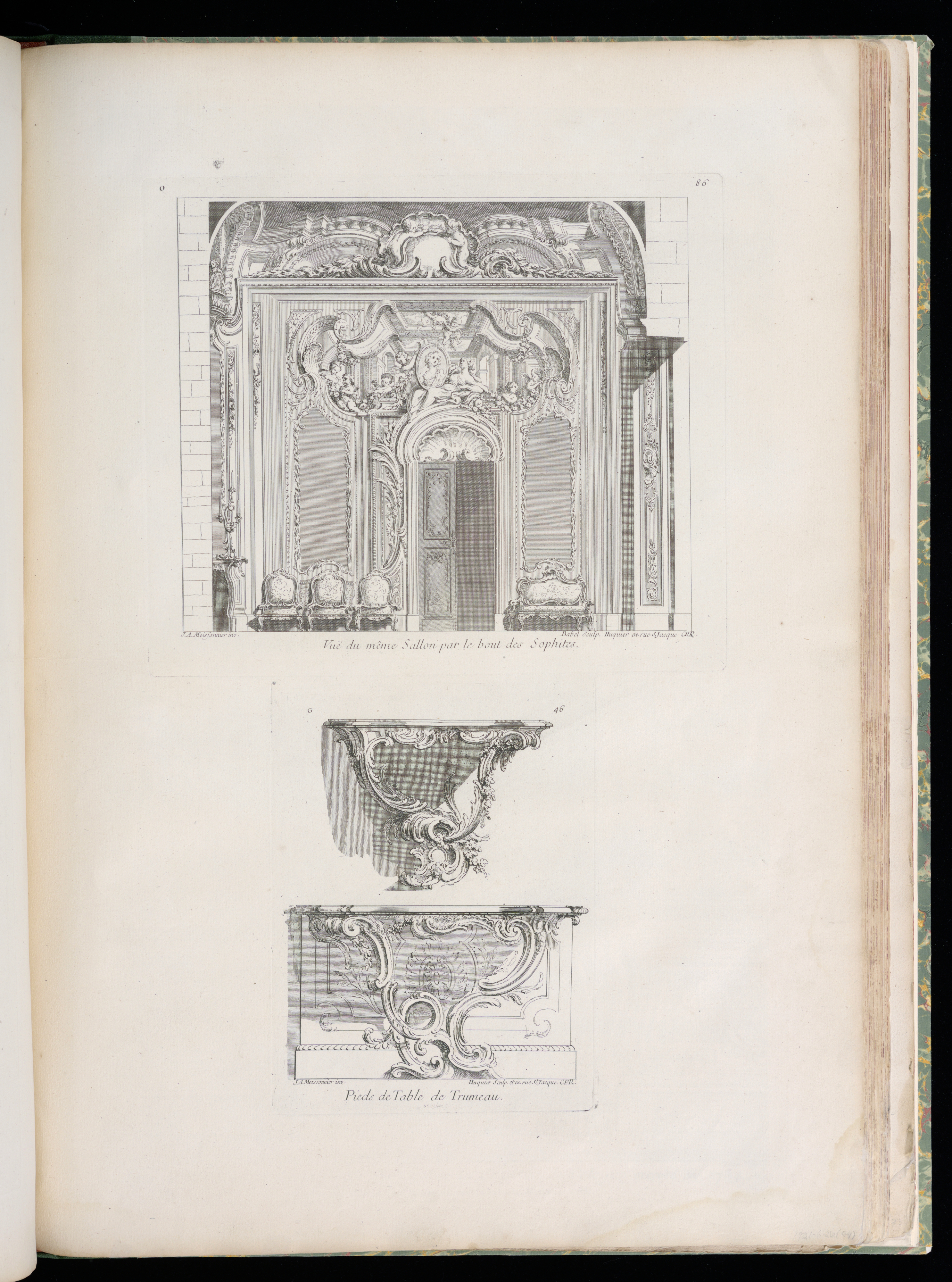
Pieds de Table de Trumeau, ca. 1745, Paris, bib. de l’INHA, coll. Jacques Doucet, NUM FOL EST 327.
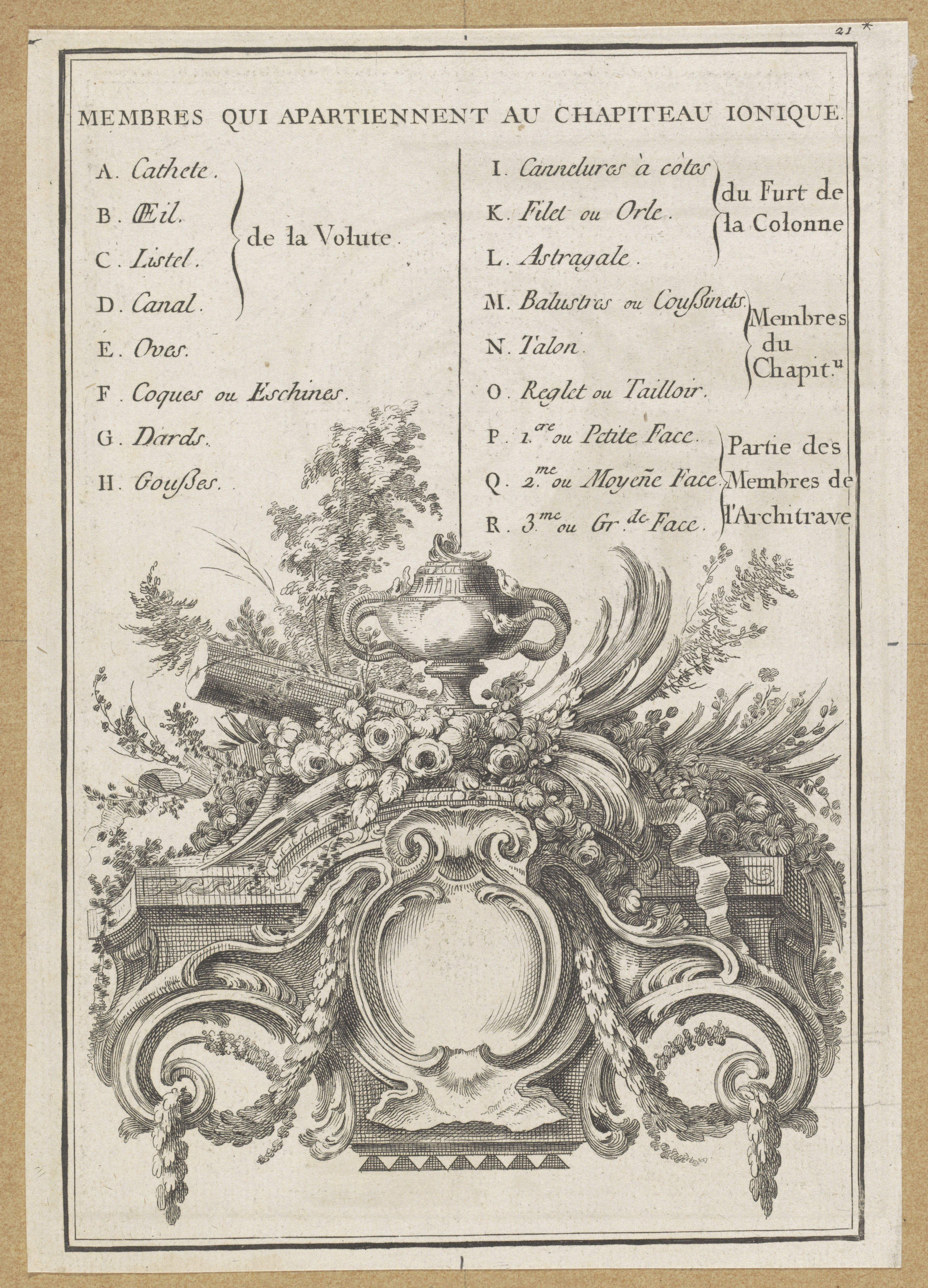
Membres qui appartiennent au chapiteau ionique, 1755, Pays-Bas, Rijksmuseum Amsterdam, RP-P-OB-105.711(V).
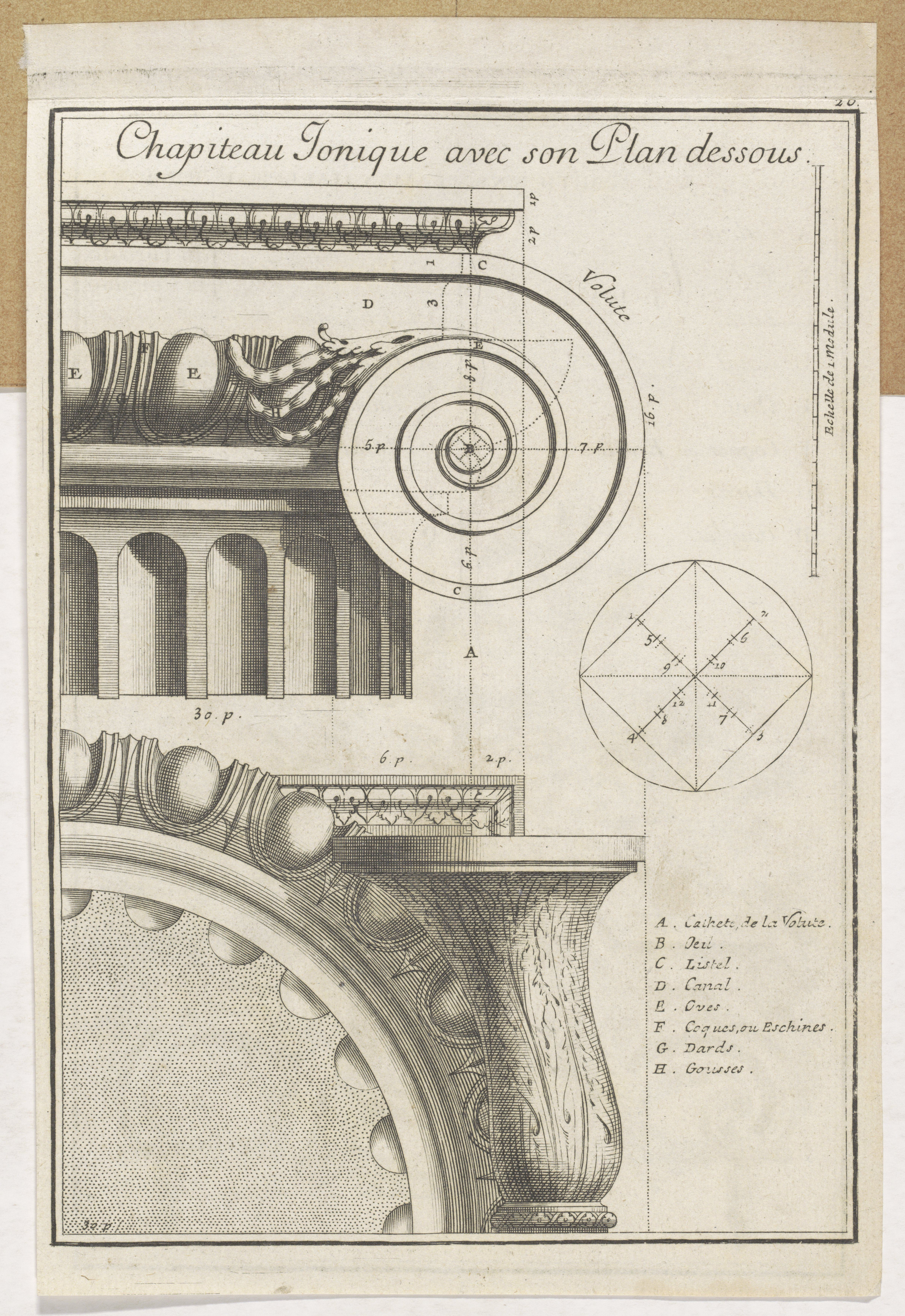
Chapiteau ionique avec son Plan dessous, 1755, Pays-Bas, Rijksmuseum Amsterdam, RP-P-OB-105.711(V).
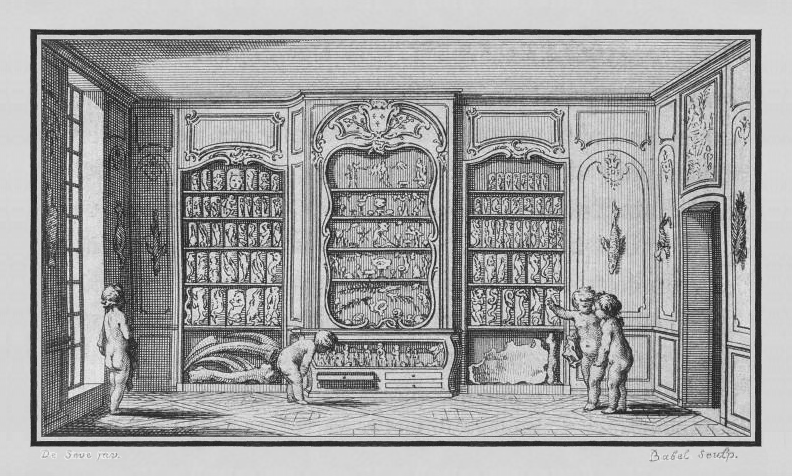
En-tête pour la Description de la partie du Cabinet du roi qui a rapport à l’Histoire naturelle de l’Homme de Georges-Louis Leclerc Buffon, 1749-1767, Paris, BnF, 574.090 3092 BUFF h3.
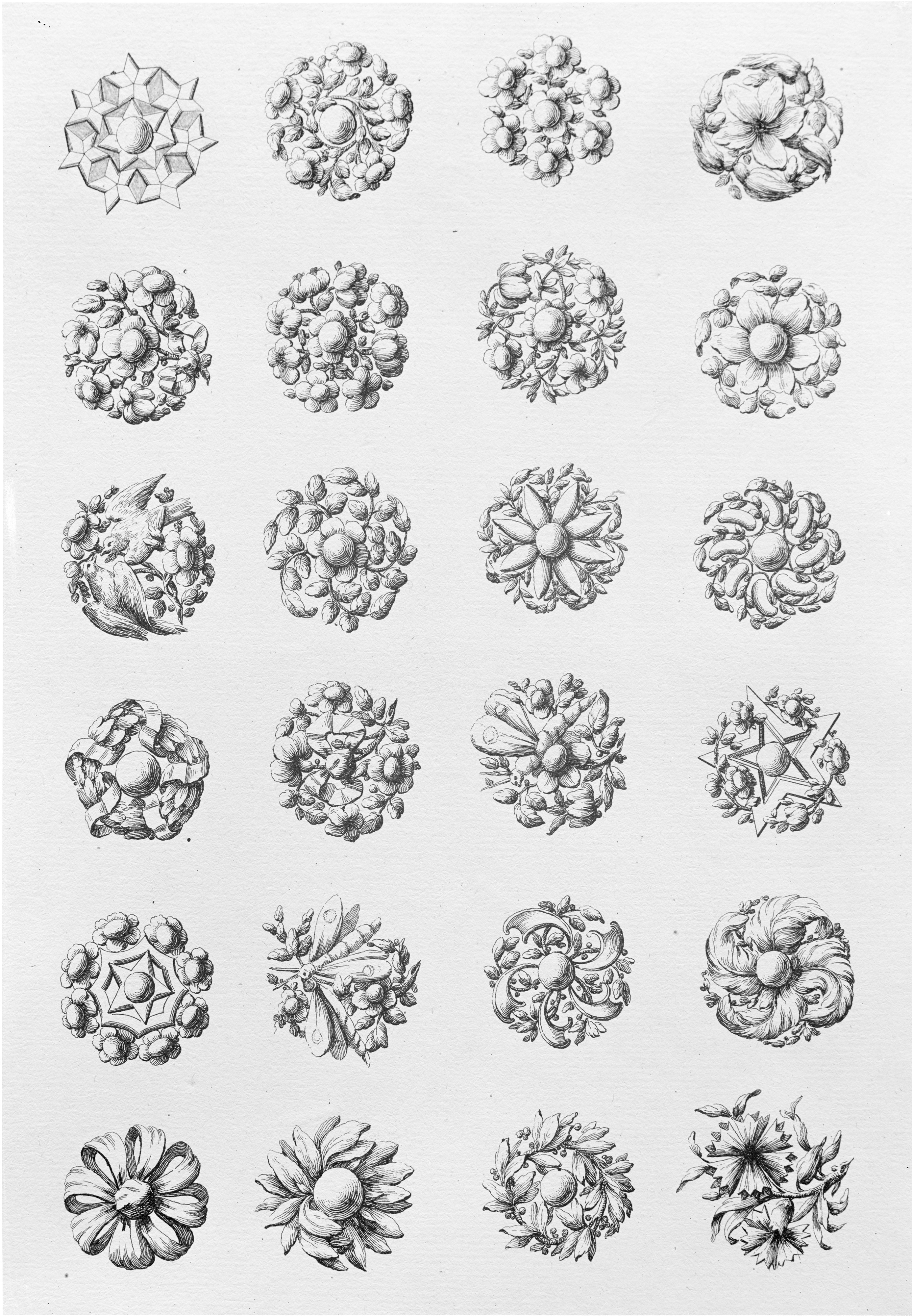
[Boutons], 1765, Paris, bib. de l’INHA, coll. Jacques Doucet, 4 RES 17.
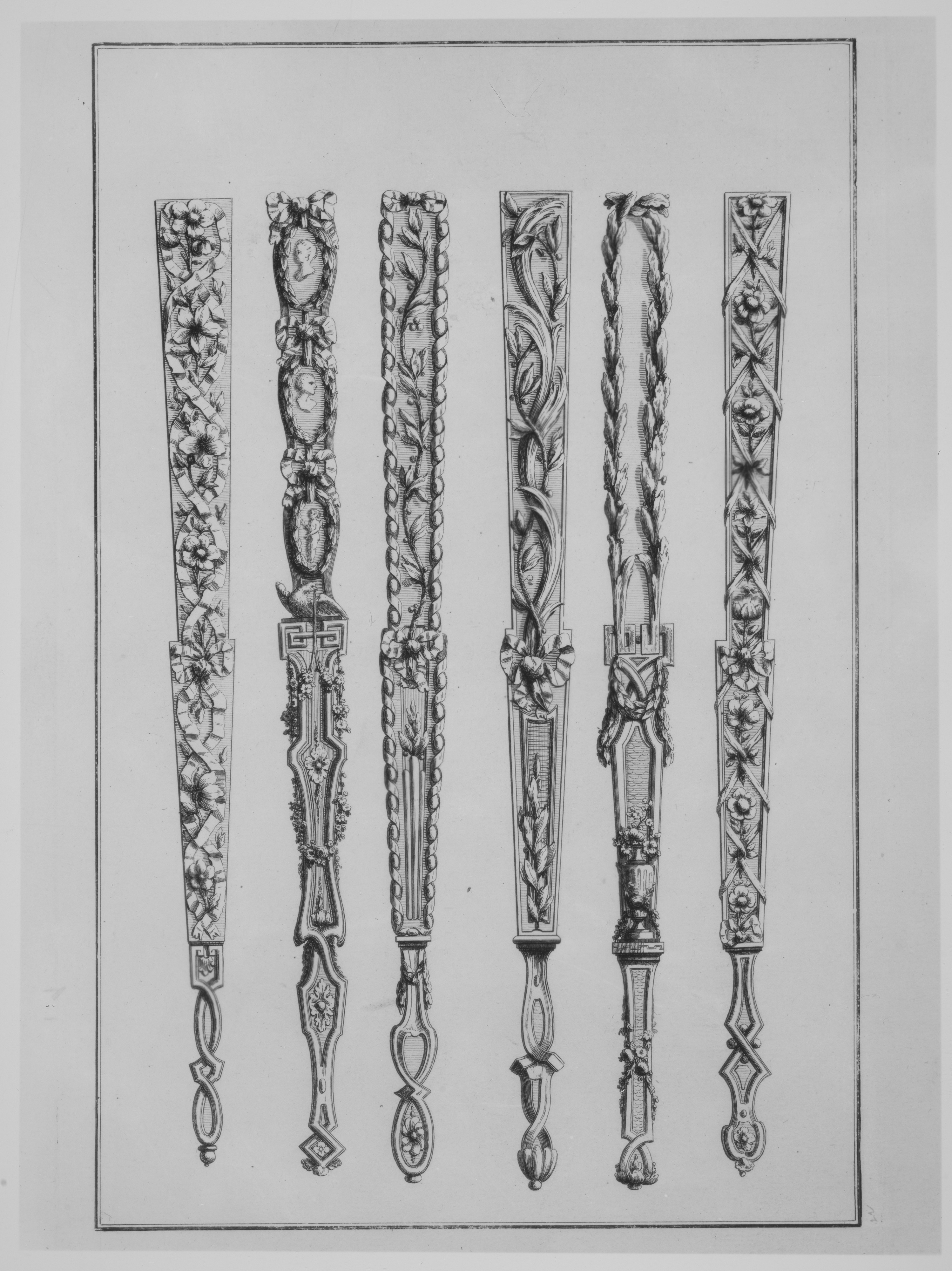
[Éventails], 1765, Paris, bib. de l’INHA, coll. Jacques Doucet.

### Dessins
- [Décor sculpté pour un panneau mural], plume et encre brune, ca. 1740, in-folio, H. 0m321 x L. 0m102, New York, Cooper-Hewitt Museum, coll. Dessins, Estampes et Conception graphique, Inv. 1931-64-283.
- [Composition d’ornement], plume et encre brune, pinceau et lavis gris, crayon noire sur papier vergé blanc, ca. 1745, grand in-folio, H. 0m502 x L. 0m397, New York, Cooper-Hewitt Museum, coll. Dessins, Estampes et Conception graphique, Inv. 1911-28-416.

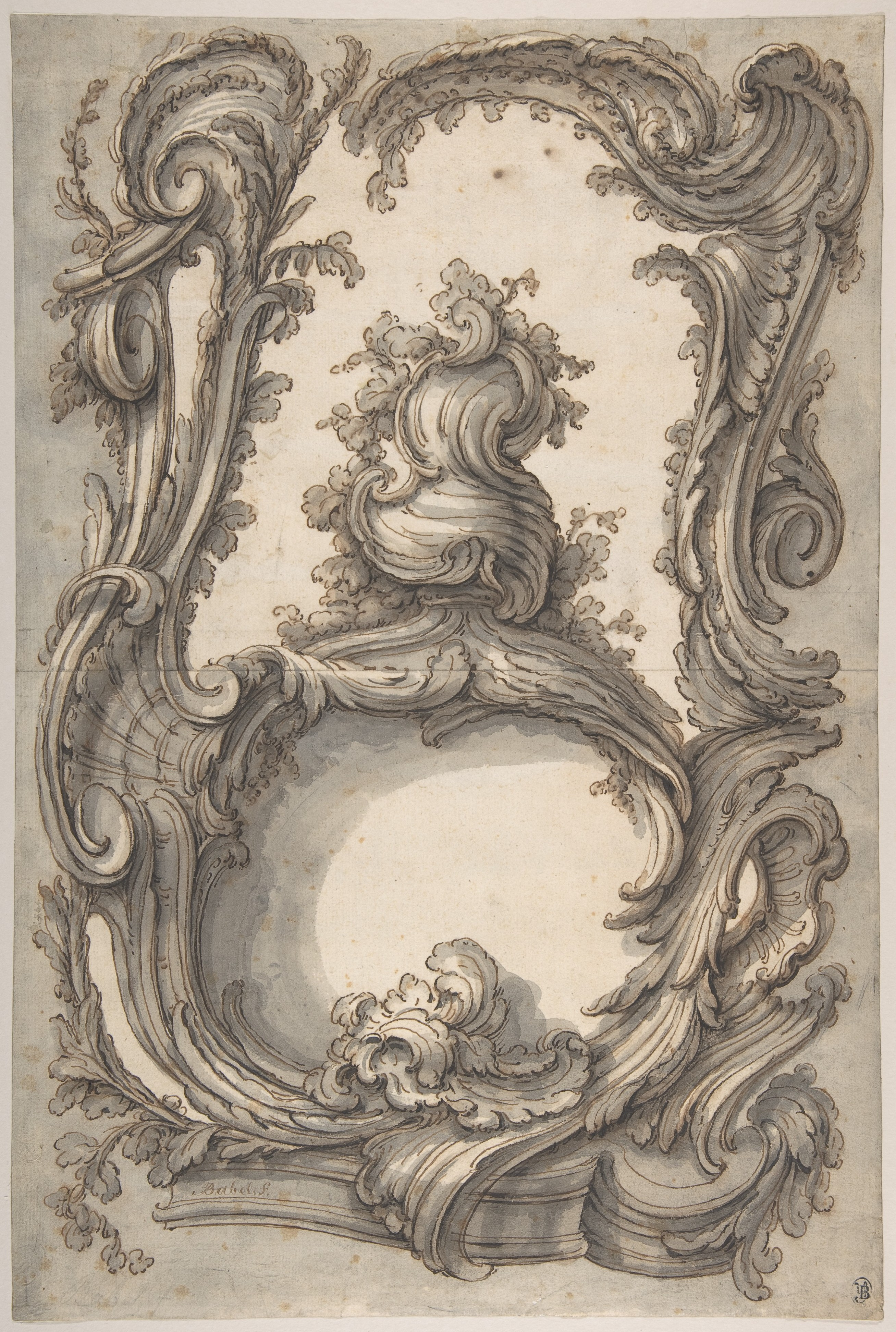
[Étude pour un cartouche], signée au bas, à g., en graphite : « Babel, f. », dans le coin inférieur droit, la marque de collection à l’encre noire : « Beurdeley (Lugt 421), plume et encre brune, lavis brun et gris, milieu du XVIIIe siècle, in-folio, H. 0m392 x L. 0m263, New York, The Metropolitan Museum of Art, Inv. 57.570.
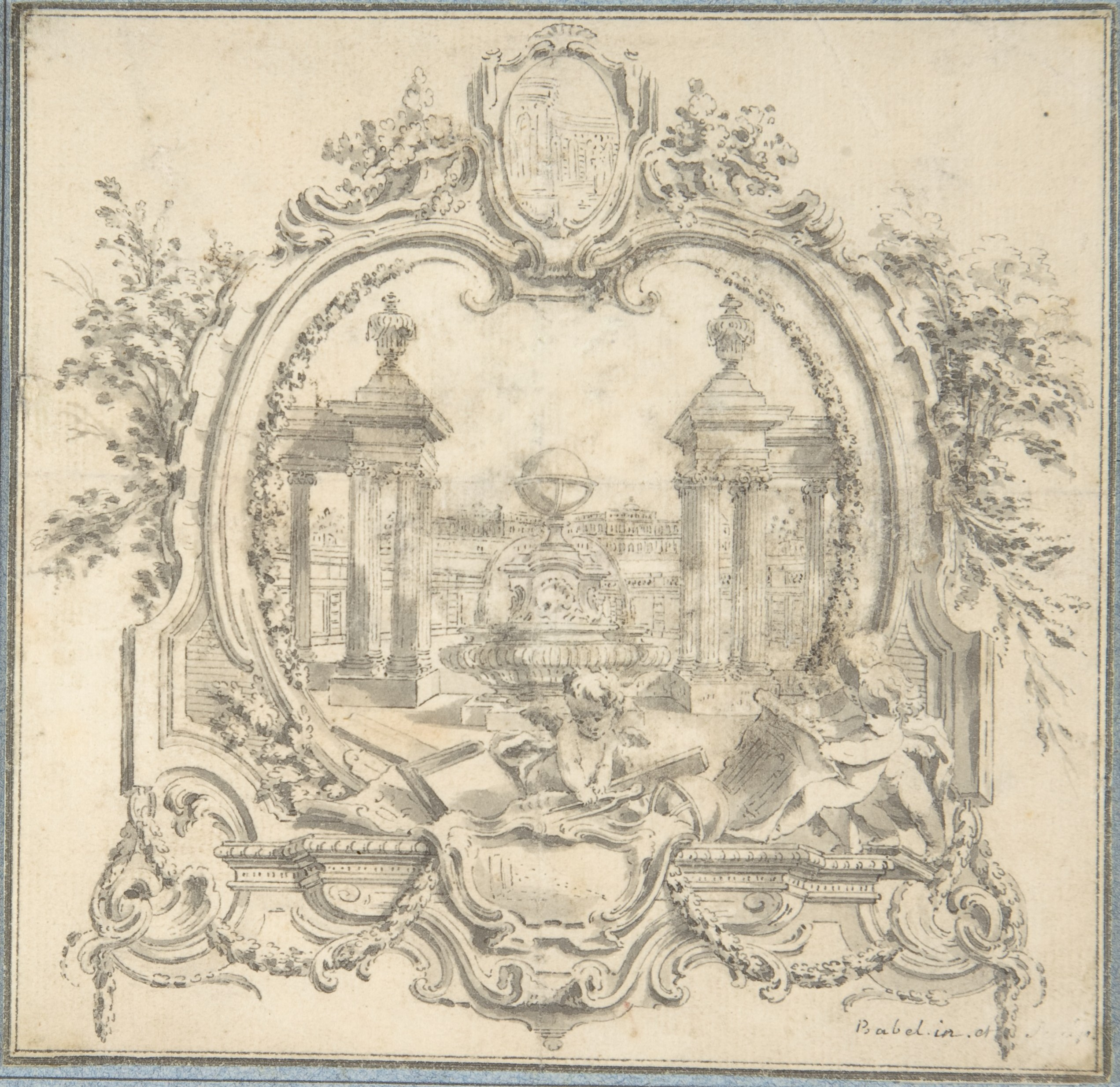
[Étude pour un livre de vignette], signée au bas, à dr. : « Babel. In. et. S[culp] (partiellement effacée) », plume et encre grise, lavis gris, [s.d.], in-18, H. 0m123 x L. 0m126, New York, The Metropolitan Museum of Art, Inv. 1985.1116.1.
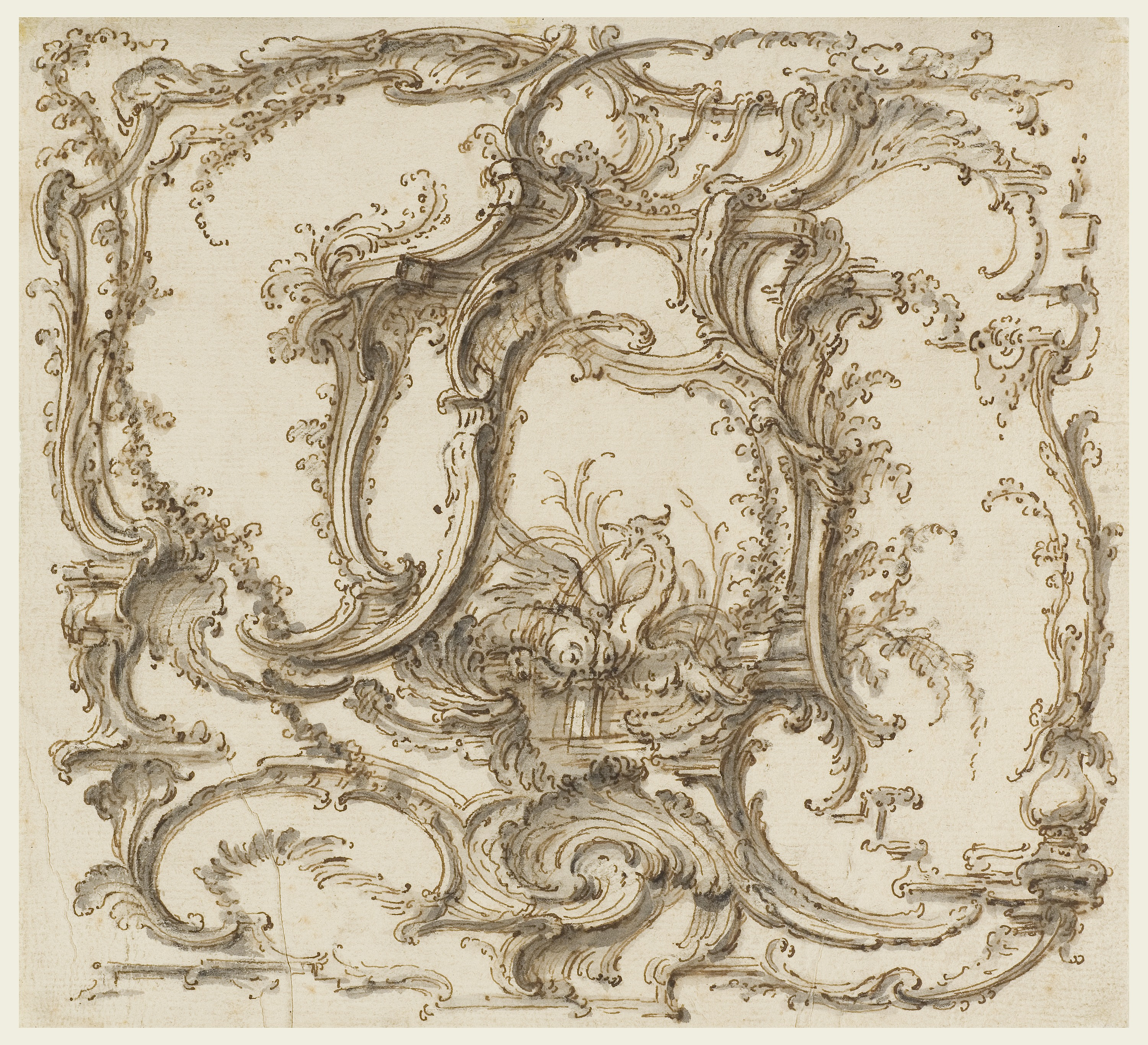
[Composition d’ornement], ca. 1745, New York, Cooper-Hewitt Museum, coll. Dessins, Estampes et Conception graphique
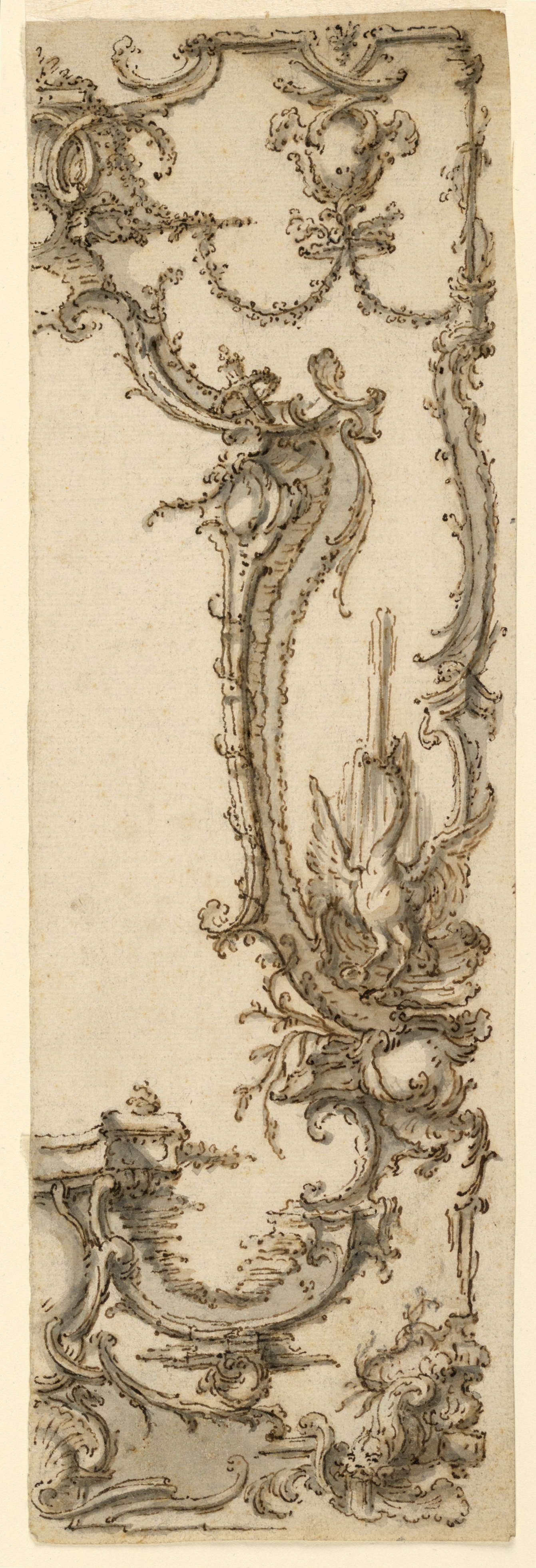
[Conception pour un panneau décoratif avec ornement rocaille], ca. 1745, New York, Cooper-Hewitt Museum, coll. Dessins, Estampes et Conception graphique

- [Cartouche rocaille], attribué à Pierre-Edme Babel, plume, encre brune, lavis d'encre de Chine avec rehauts de blanc sur papier brun, H. 0m267 x L. 0m435, Paris, Beaux-Arts de Paris, Inv. E.B.A. n°0.543[18].
- [Cartouche rocaille], attribué à Pierre-Edme Babel, plume, encre brune, lavis d'encre de Chine sur papier bleu, H. 0m287 x L. 0m435, Paris, Beaux-Arts de Paris, Inv. E.B.A. n°0.541[19]. Ces deux dessins font partie d'un groupe d'au moins treize dessins présentant les mêmes caractéristiques : compositions constituées uniquement de rocailles, technique de lavis brun sur des papiers de couleur bleue, brune ou grise mettant en valeur la plasticité et le modelé des ornements. Une inscription du XVIIIe siècle apposée sur deux des dessins de ce groupe "Babel f.", laisse supposer qu'ils furent exécutés par Babel. Cependant, l'absence de prénom ne permet pas d'identifier avec certitude l'auteur. Il pourrait s'agir de Pierre-Edme, Peter ou encore Louis-Henri[20].   - [Étude pour un cartouche], milieu du XVIIIe siècle, New York, The Metropolitan Museum of Art
  - [Étude pour un livre de vignette], New York, The Metropolitan Museum of Art
  - [Composition d’ornement], ca. 1745, New York, Cooper-Hewitt Museum, coll. Dessins, Estampes et Conception graphique
  - [Conception pour un panneau décoratif avec ornement rocaille], ca. 1745, New York, Cooper-Hewitt Museum, coll. Dessins, Estampes et Conception graphique

### Mobilier
- Jacques Gondoin (dessinateur), Pierre-Edme Babel (sculpteur), veuve Bardou (doreur), Guéridon porte-girandole, chêne sculpté et redoré, 224 x 69,5 cm, 1769, Corps central, Grands Appartements salon d'Apollon, château de Versailles, VMB 14506.
- Foliot Nicolas Quinibert (menuisier), Pierre-Edme Babel (sculpteur), Claude-François Capin (tapissier), Fauteuil en bergère, hêtre sculpté et peint, lampas, 101,5 x 69 x 69 cm, 1771, Petit Trianon, pièces de réception, château de Versailles, V 5749.1.
- Foliot Nicolas Quinibert (menuisier), Pierre-Edme Babel (sculpteur), Claude-François Capin (tapissier), Écran de cheminée, hêtre sculpté et peint, lampas, 115,2 x 80 x 43,5 cm, 1771, Petit Trianon, pièces de réception, château de Versailles, V 5756.
- Jacques Gondoin (dessinateur), François II Foliot (menuisier), atelier Babel, veuve Angélique Darcy (sculpteur), Canapé « à la turque », bois de hêtre sculpté et doré et peint, damas de soie, 100.3 x 229.9 x 80.6 cm, 1779, Palais californien de la Légion d’Honneur à San Francisco, 57.23.5.
- Jacques Gondoin (dessinateur), François II Foliot (menuisier), atelier Babel, veuve Angélique Darcy (sculpteur), Marie-Catherine Renon (doreur), Claude-François Capin (tapissier), Fauteuils à la reine, hêtre sculpté et doré, lampas en soie modernes, 99,1 x 64,8 x 50,2 cm, 1779, Metropolitan Museum of Art, New York, 44.157.2n.
- François II Foliot (menuisier), Jacques Gondoin (dessinateur), Claude-François Capin (tapissier), veuve Bardou (doreur), Chaise, hêtre sculpté et redoré, 89,5 x 56 x 58,4 cm, 1780-1781, Petit Trianon, pièces de réception, château de Versailles, V 5358.

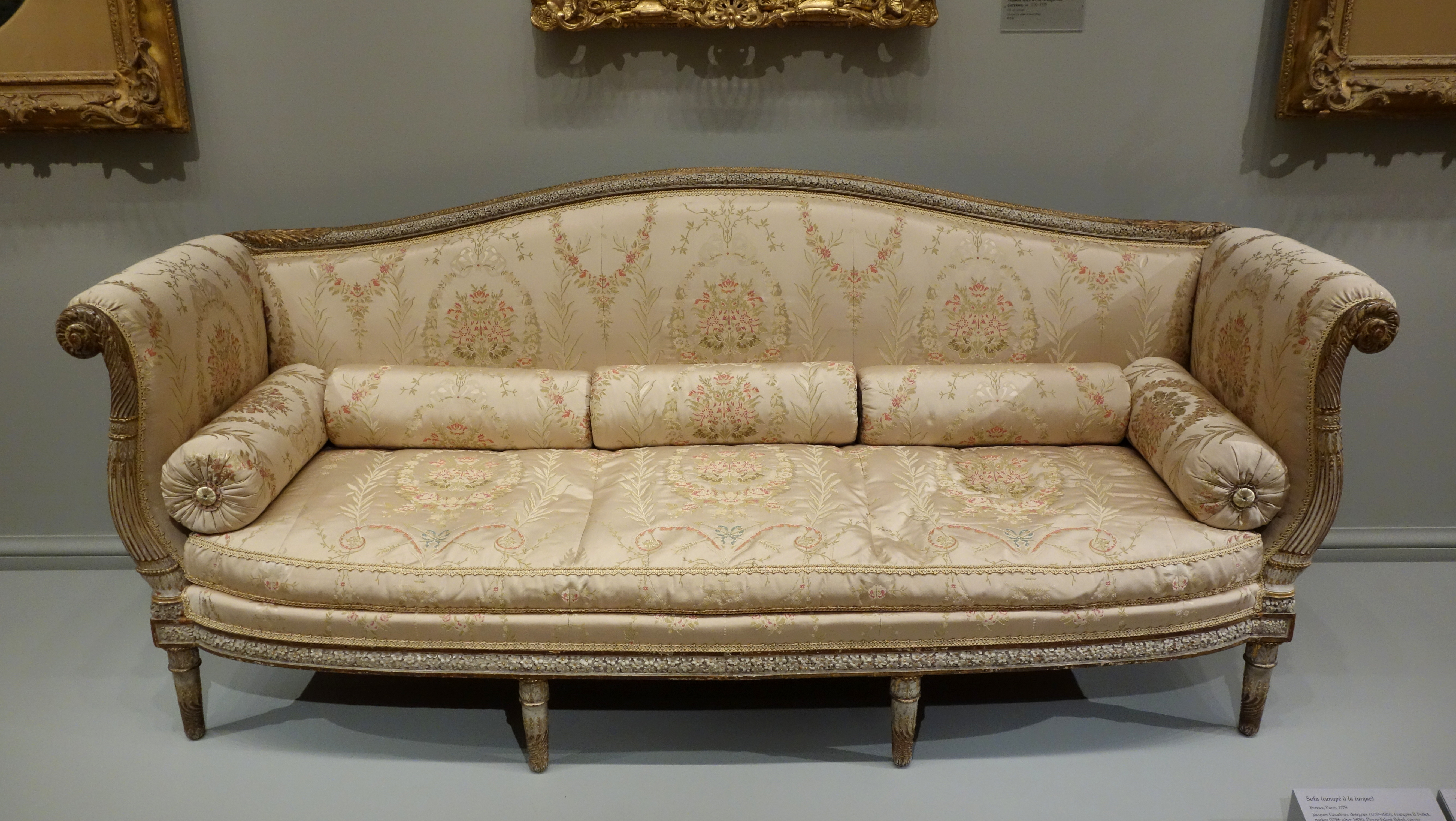
Canapé « à la turque », 1779, Palais californien de la Légion d’Honneur à San Francisco
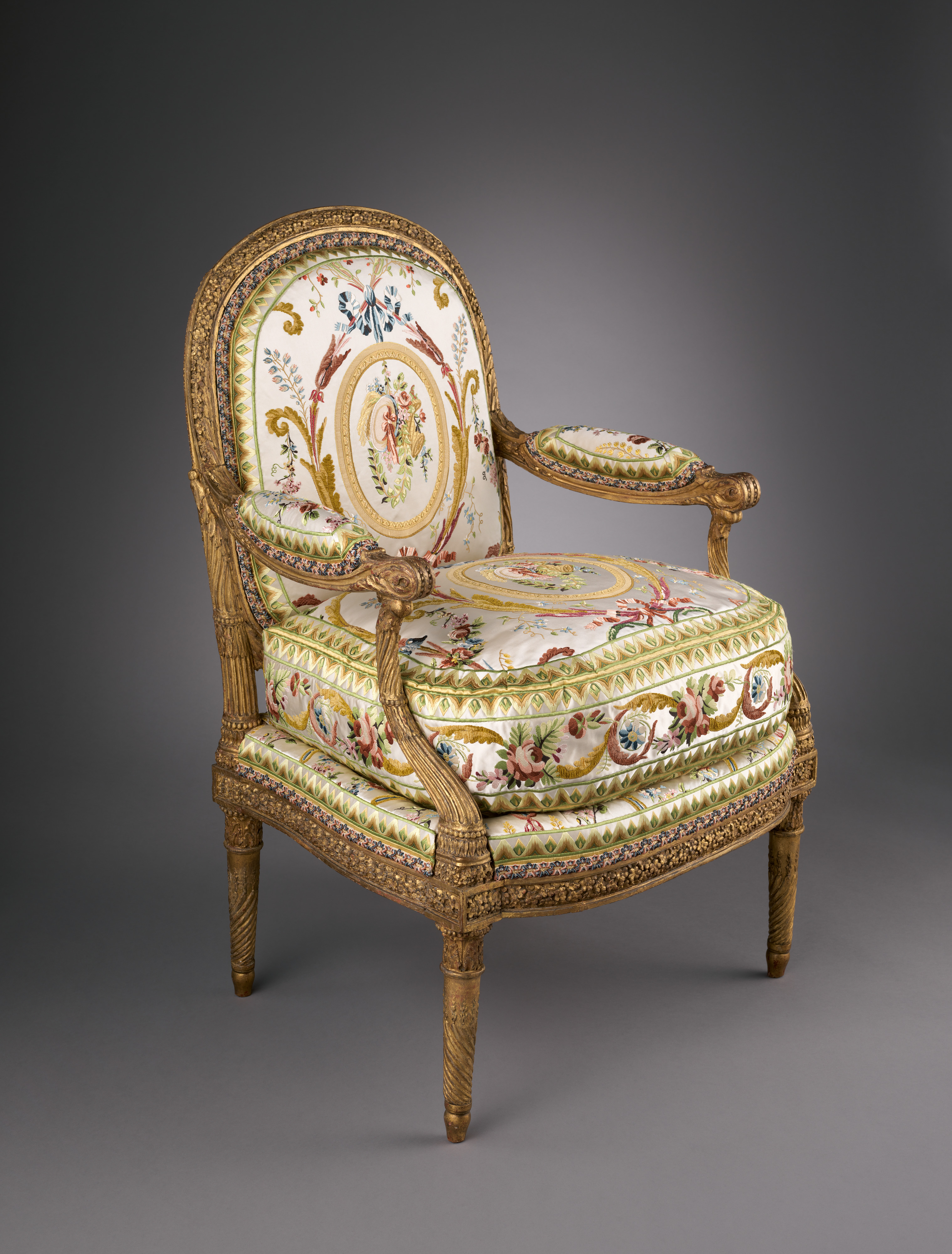
Fauteuils à la reine, 1779, Metropolitan Museum of Art, New York
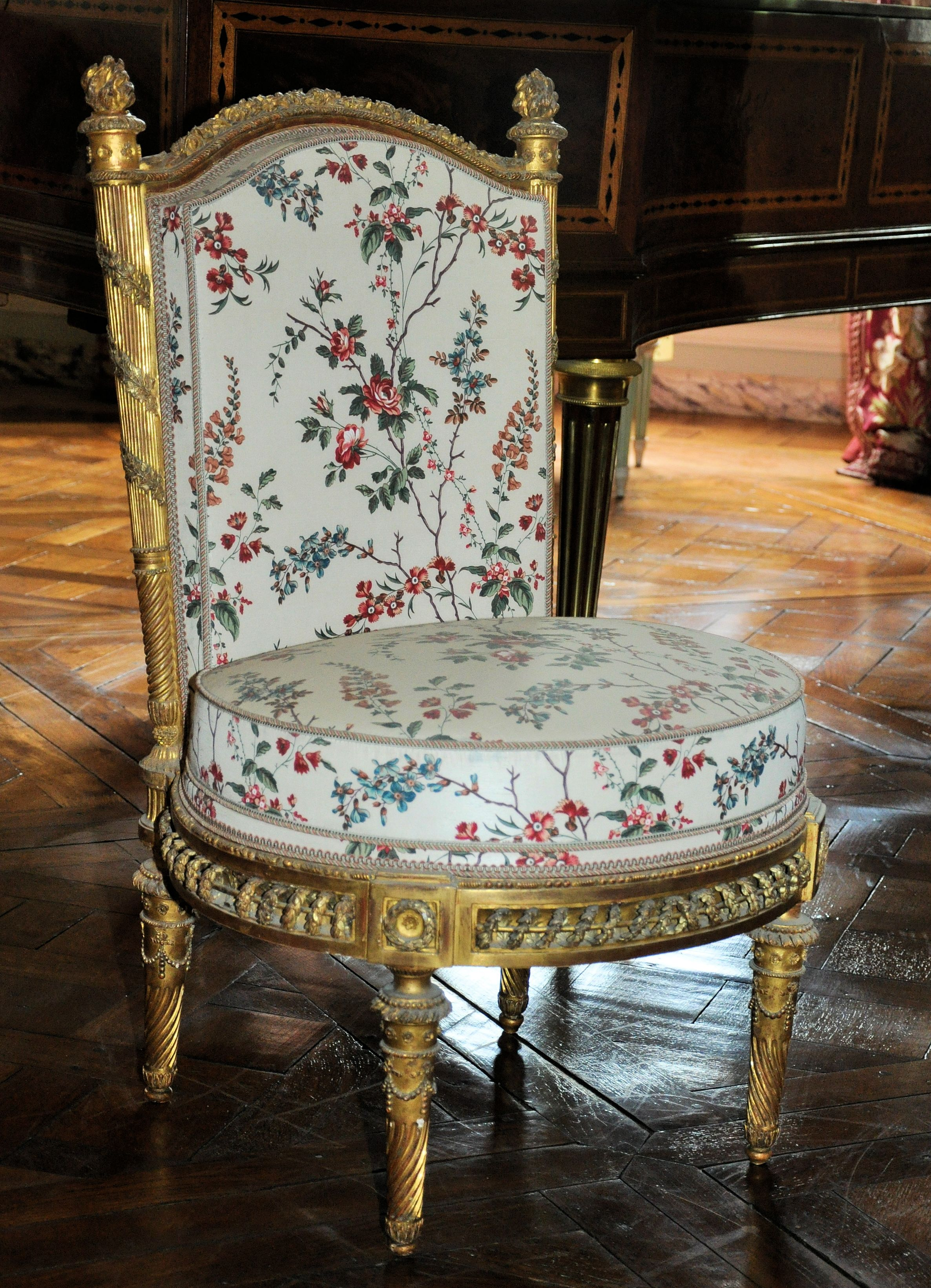
Chaise, 1780-1781, Petit Trianon, pièces de réception, château de Versailles
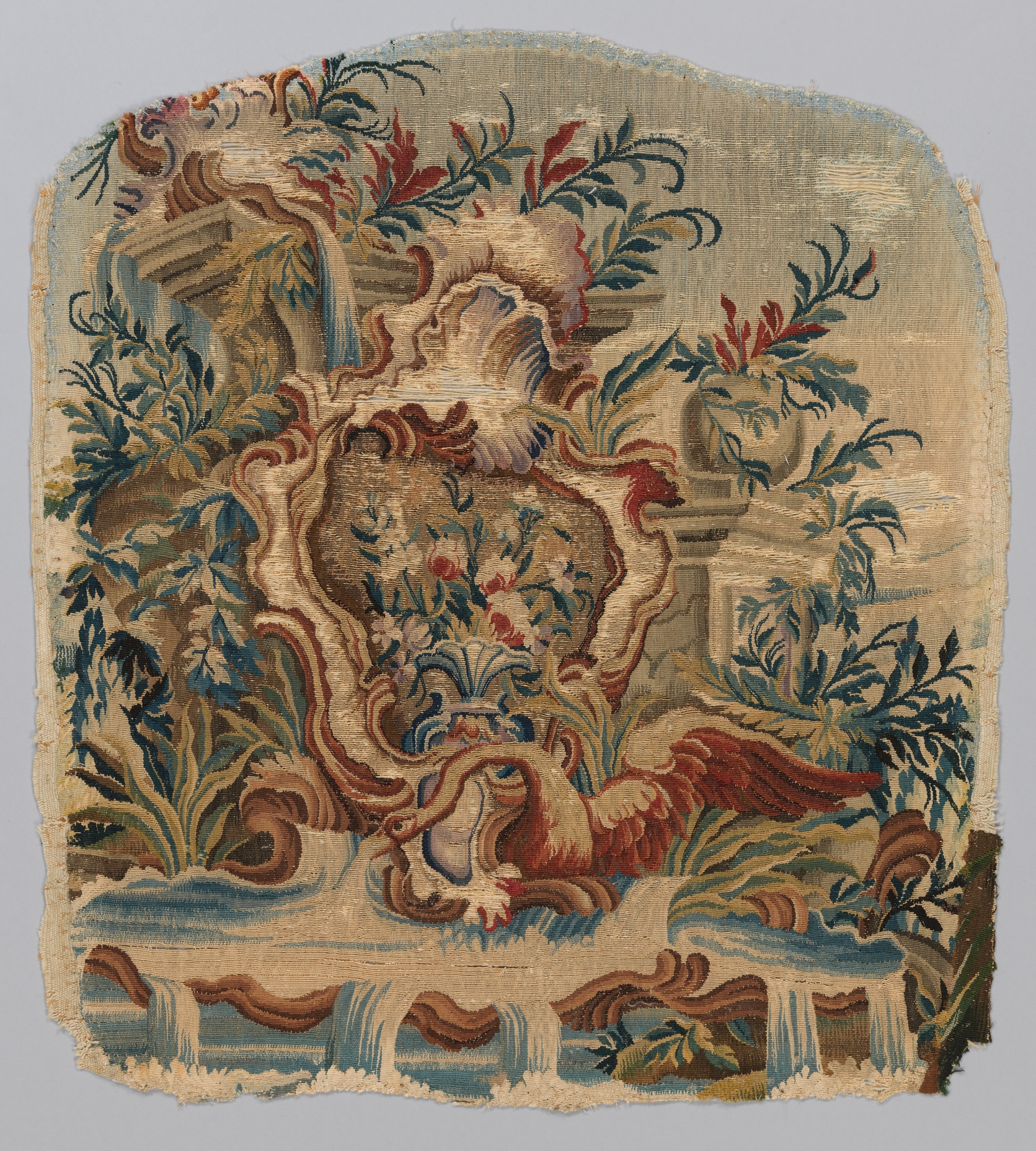
Cartouche rocaille avec fleurs d’après Pierre-Edme Babel, 1735-50, The Metropolitan Museum of Art
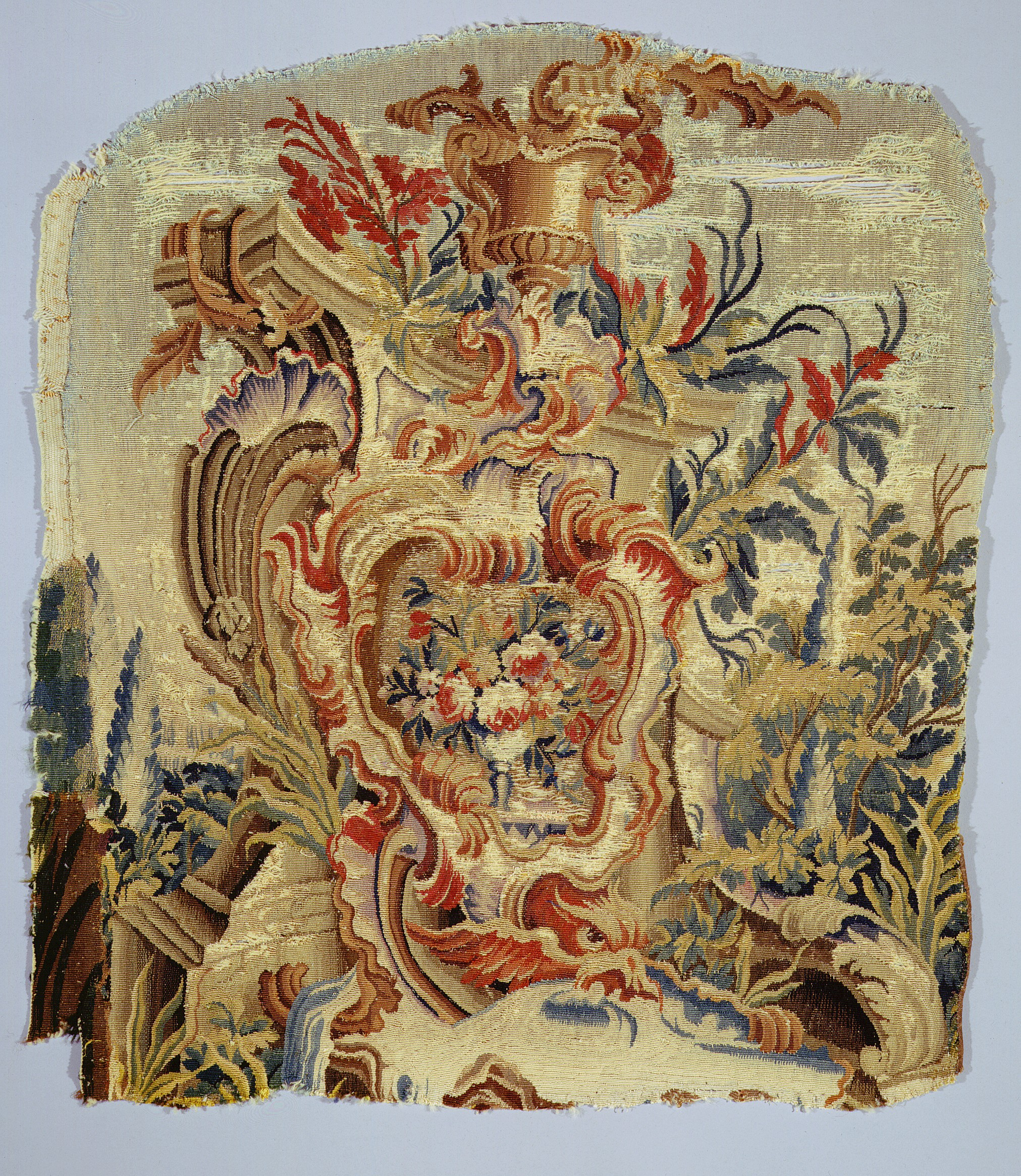
Cartouche rocaille avec fleurs d’après Pierre-Edme Babel, 1735-50, The Metropolitan Museum of Art